# Atlas of Peculiar Galaxies

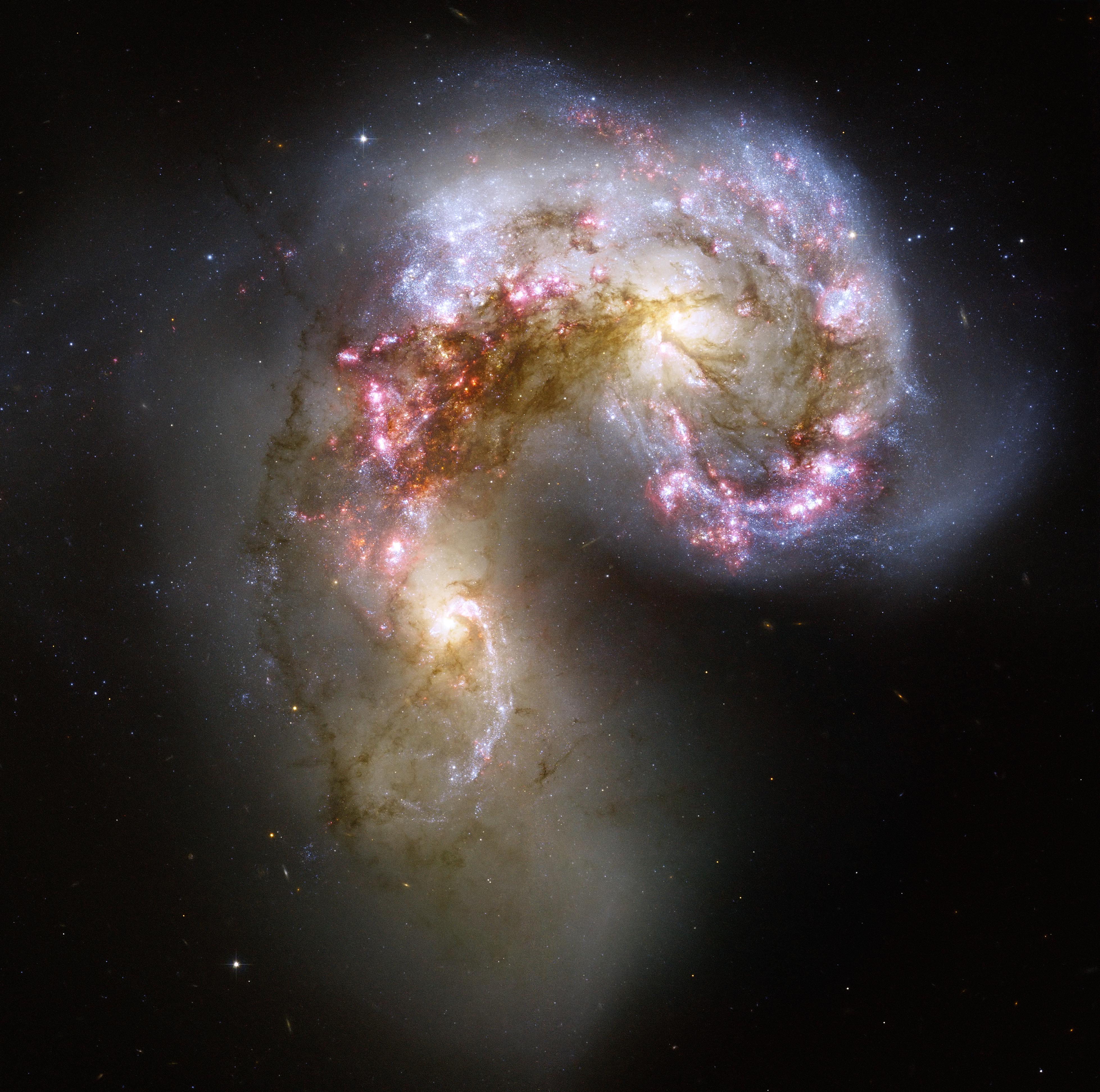
As Galáxias Antena (Arp 244), imagem do Telescópio Espacial Hubble

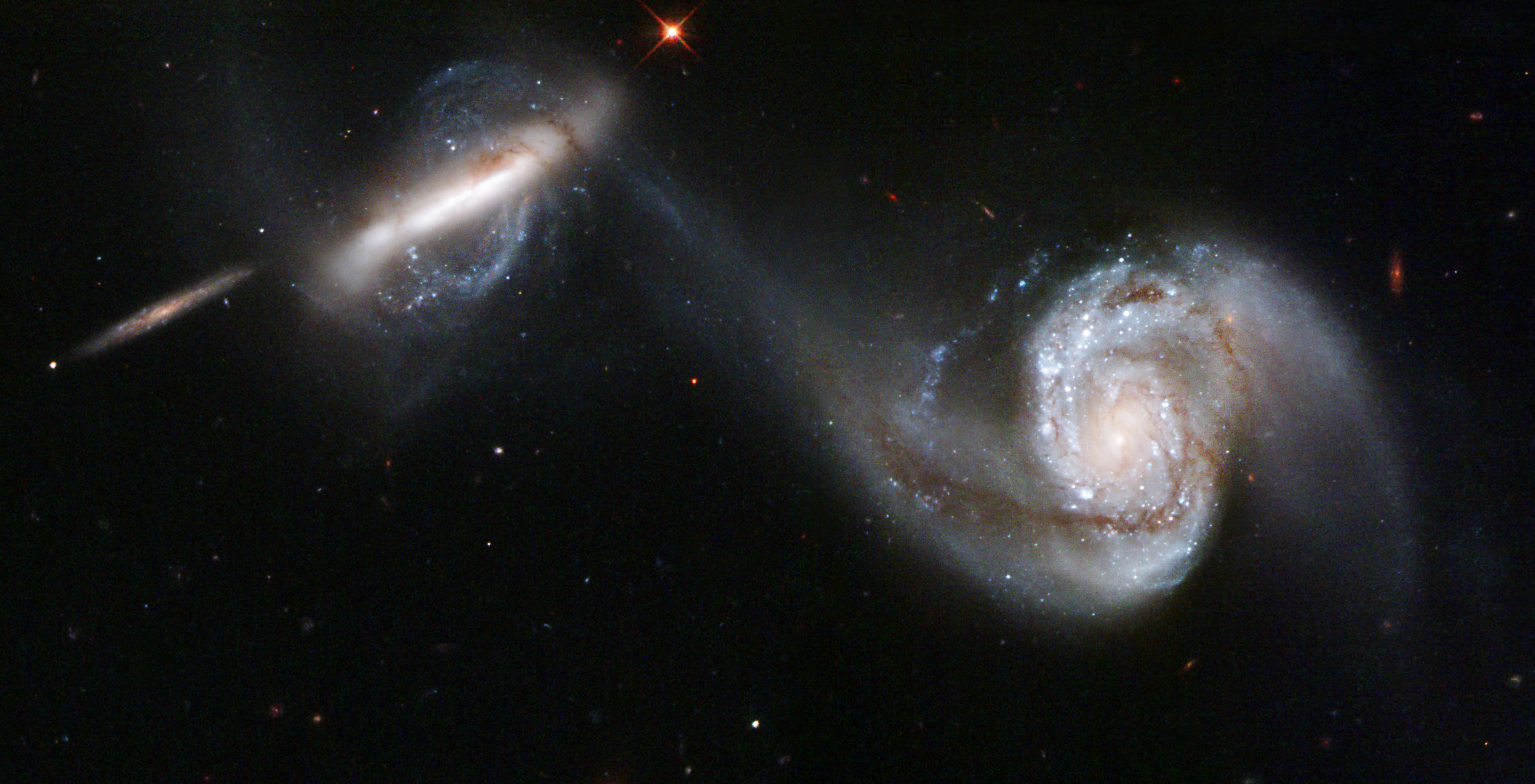
NGC 3808A e NGC 3808B (Arp 87) um par de galáxias espirais em colisão. Imagem do Telescópio Espacial Hubble.

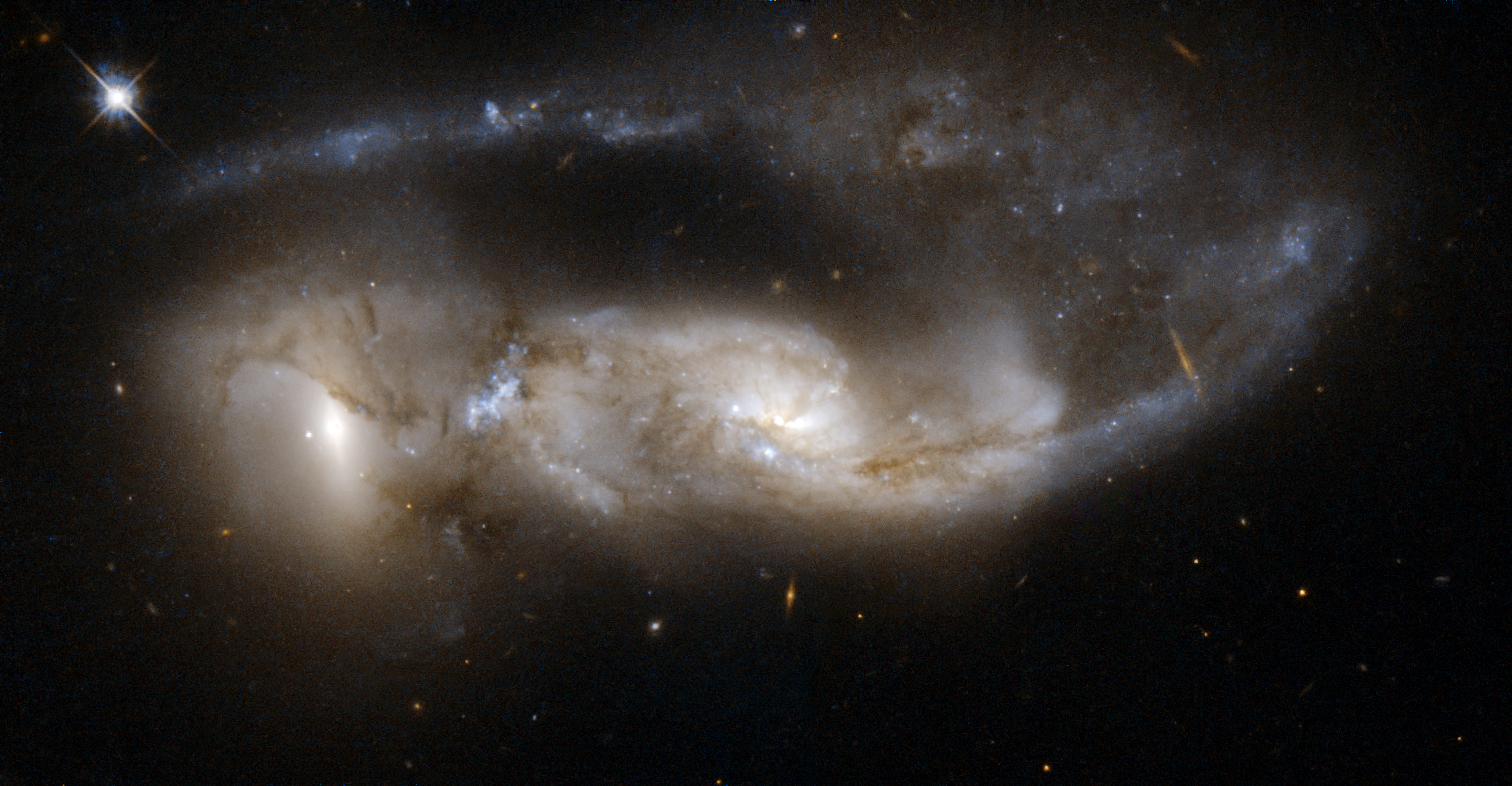
NGC 6621/NGC 6622 (Arp 81), um par de galáxias espirais 100 milhões de anos após sua colisão. Imagem do Telescópio Espacial Hubble.

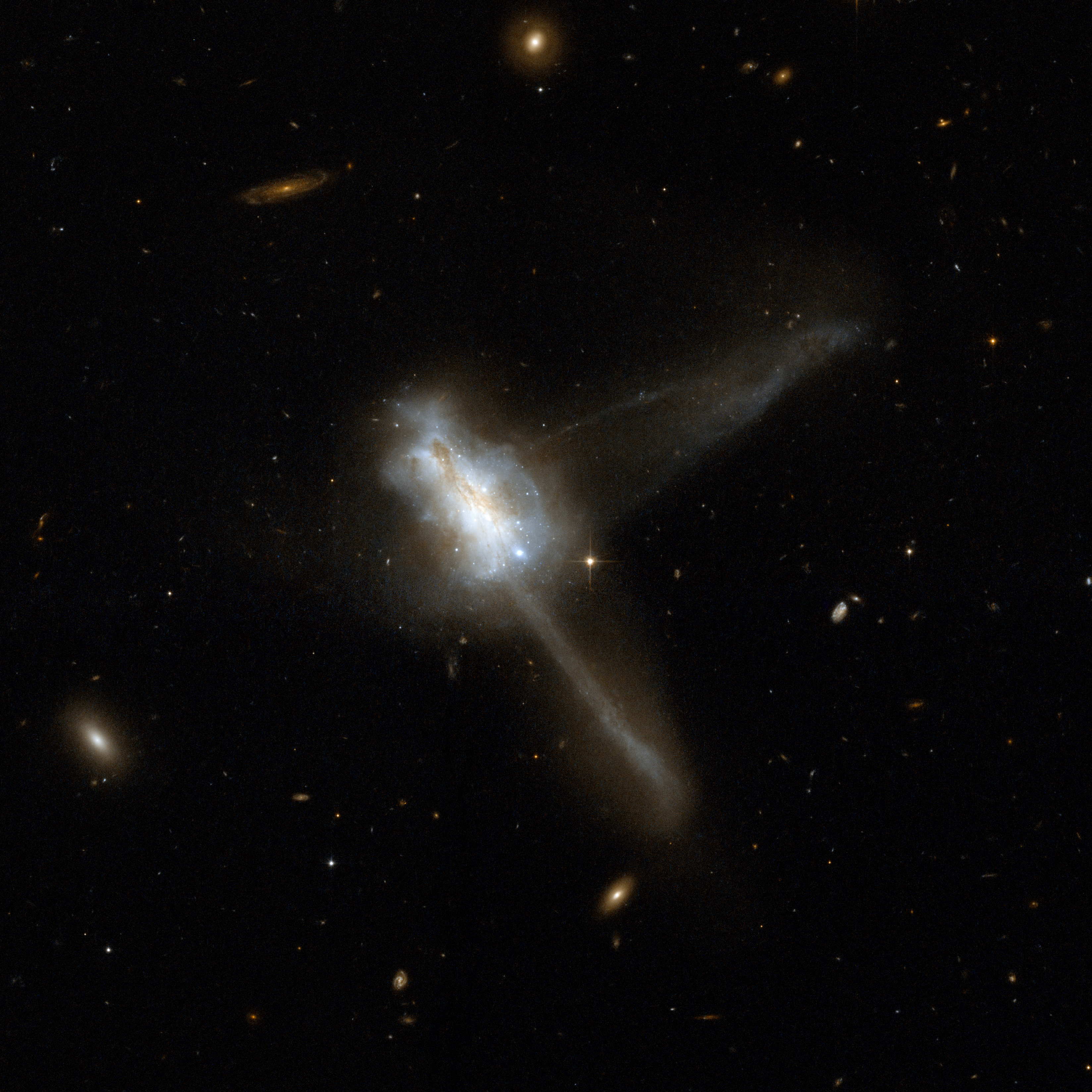
IC 883 (Arp 193), remanescente de duas galáxias que fundiram-se. Imagem feita pelo Telescópio Espacial Hubble.

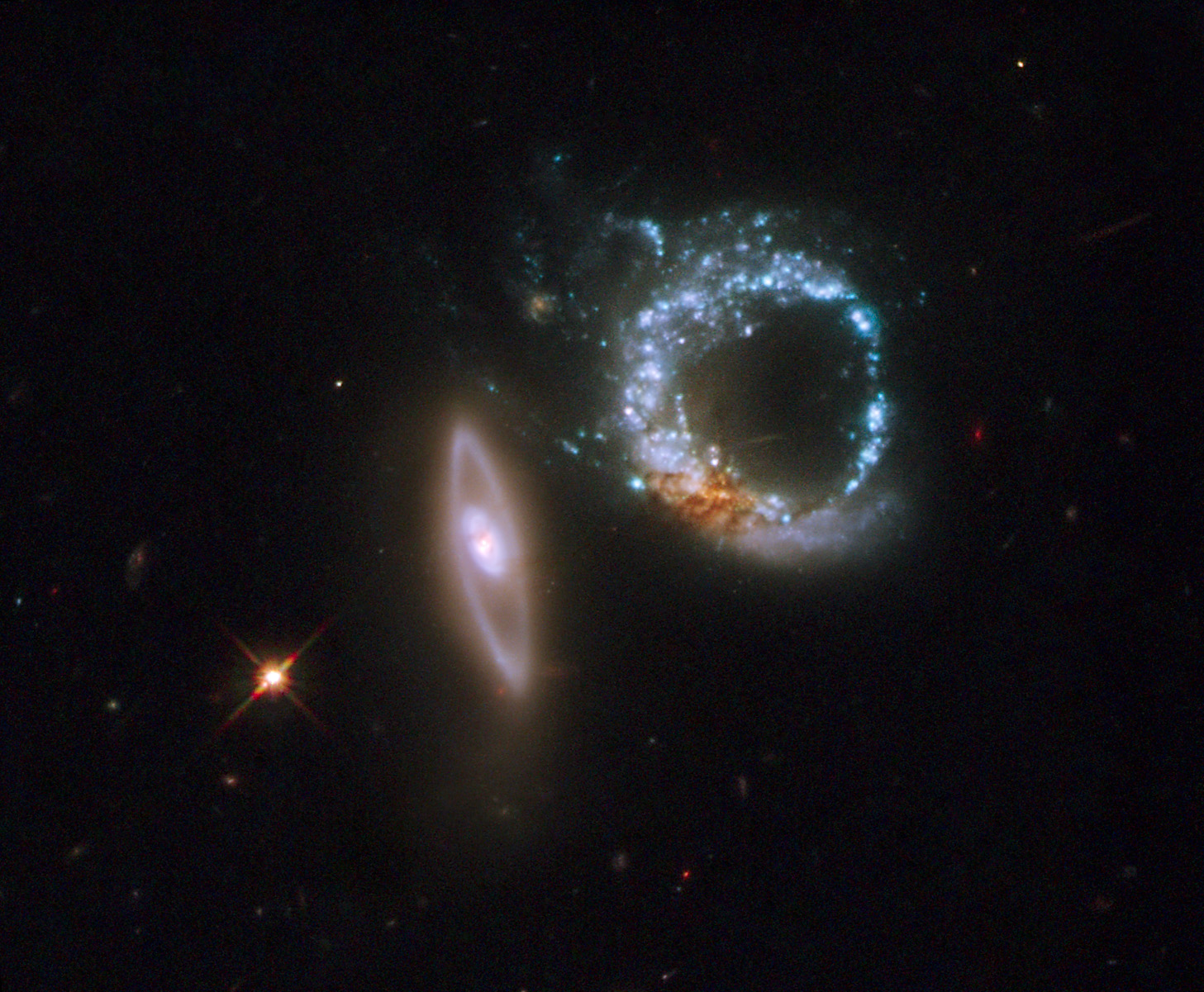
Arp 147, um par em interação de Galáxias anelares

O Atlas of Peculiar Galaxies (Atlas de Galáxias Peculiares) é um catálogo de galáxias peculiares produzido por Halton Arp. Um total de 338 galáxias são apresentados no atlas, que foi publicado originalmente em 1966 pelo Instituto de Tecnologia da Califórnia.
O principal objetivo do catálogo foi apresentar fotografias de exemplos dos diferentes tipos de estruturas peculiares encontrados entre galáxias vizinhas. Arp percebeu que a razão pela qual galáxias formadas em estrutura espiral ou elíptica não foi bem entendida. Ele percebida que galáxias peculiares eram como pequenas "experiências" que os astrônomos pudessem utilizar para compreender os processos físicos que distorcem galáxias espirais ou elípticas. Com este atlas, astrônomos tiveram uma amostra de galáxias peculiares que se poderia estudar mais em detalhes. O atlas não apresenta um panorama completo de cada galáxia peculiar no céu, mas sim fornece exemplos de como os diferentes fenômenos são observados na vizinhança galáctica.
Por causa do pequeno conhecimento no momento da publicação sobre os processos físicos que causaram as diferentes formas, as galáxias no atlas são ordenadas com base em sua aparência. Objetos 1-101 são galáxias espirais peculiares individuais ou galáxias espirais que aparentemente têm pequenas companhias. Objetos 102-145 são galáxias elípticas e similares. Galáxias individuais ou grupos de galáxias com formas nem elípticas nem espirais são listadas como objetos 146-268. Objetos 269-327 são galáxias duplas. Finalmente, os objectos que simplesmente não se encaixam em nenhuma das categorias acima referidas são listadas como objetos 332-338. A maioria dos objetos são mais conhecidas pelas suas outras denominações, mas poucas galáxias são mais conhecidas pelos seus números Arp (tais como Arp 220).
Hoje, os processos físicos que levam à peculiaridades observadas no atlas de Arp estão agora bem entendidos. Um grande número de objetos são galáxias interagindo, incluindo M51 (Arp 85), Arp 220 e as galáxias Antena (NGC 4038/NGC 4039 ou Arp 244). Algumas das galáxias anãs são galáxias que simplesmente não têm massa suficiente para produzir gravidade suficiente que permita a elas formarem uma coesiva estrutura. NGC 1569 (Arp 210) é um exemplo de uma das galáxias anãs no atlas. Algumas outras galáxias são radiogaláxias. Esses objetos contêm núcleo galáctico ativo que produzem poderosos jatos de gás chamados rádio-jatos. O atlas inclui as radiogaláxias próximas M87 (Arp 152) e Centaurus A (Arp 153).

## Galáxias Arp notáveis

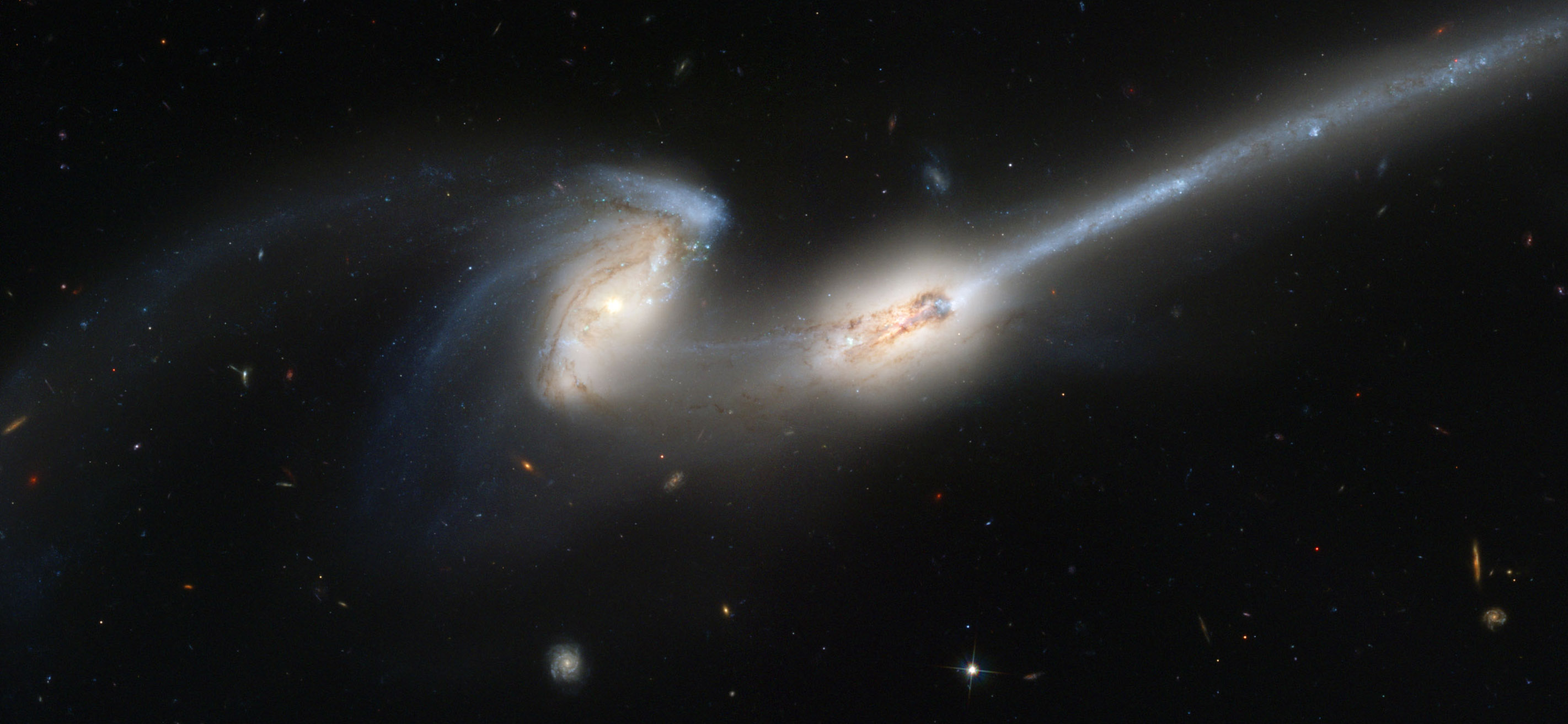
As Galáxias Camundongos (NGC 4676; Arp 242). Estas duas galáxias têm ambas caudas que se formaram pela maré como uma consequência interação gravitacional. As galáxias são também ligadas por uma ponte de marés, outra característica formado pela interação gravitacional. Crédito: NASA

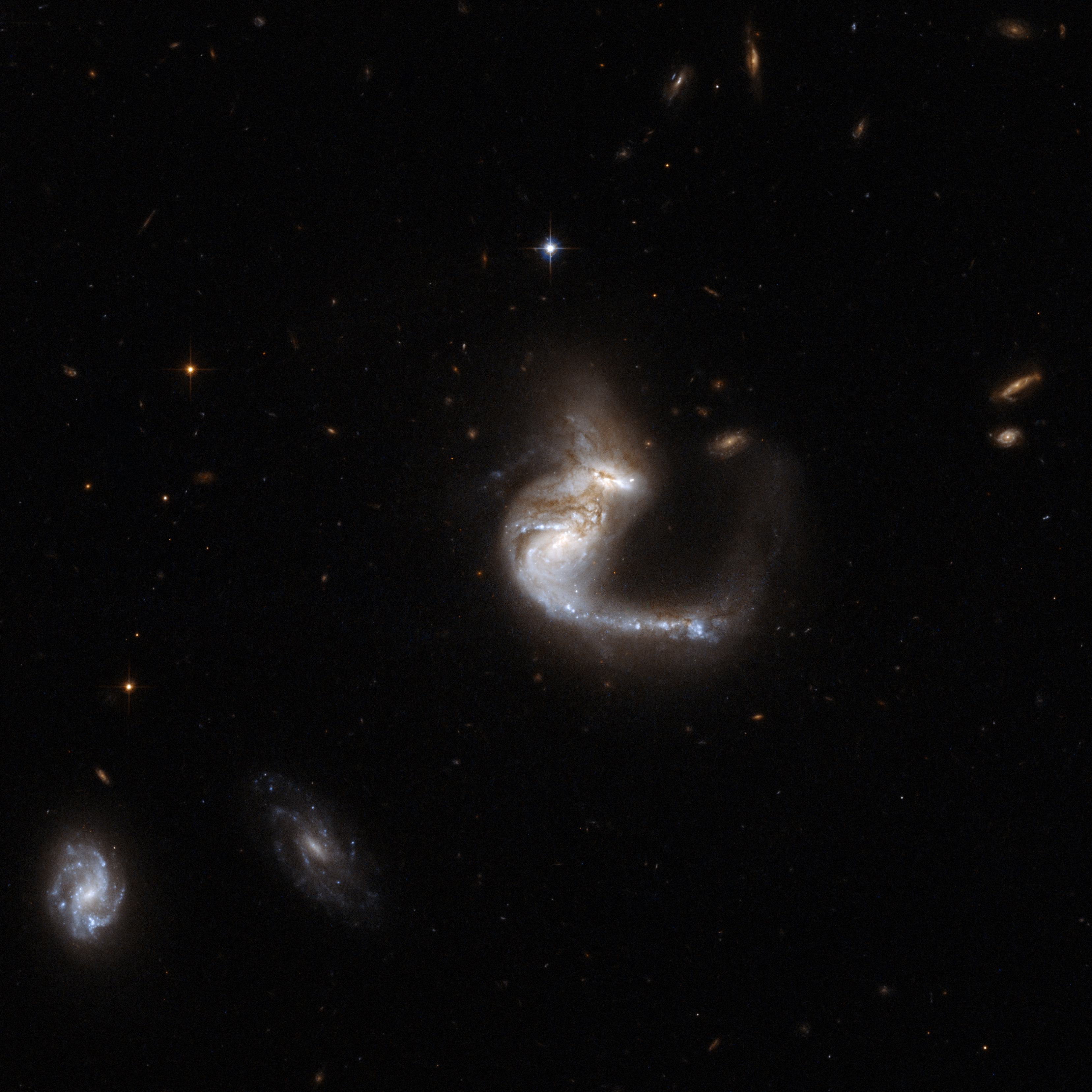
Par de galáxias em fusão "O Gafanhoto" (aliás UGC 4881, FUDGE, Arp 55). Imagem feita pelo Telescópio Espacial Hubble.

| Número Arp | Nome                        | Magnitude | Notas                                |
| ---------- | --------------------------- | --------- | ------------------------------------ |
| 26         | Galáxia do Catavento (M101) | +7.5      | galáxia espiral                      |
| 37         | Messier 77                  | +8.9      | radiogaláxia                         |
| 41         | NGC 1232                    | +9.8      | galáxia espiral                      |
| 76         | Messier 90                  | +9.5      | galáxia espiral                      |
| 77         | NGC 1097                    | +9.5      | galáxia interagindo com sua satélite |
| 85         | Galáxia do Rodamoinho (M51) | +8.4      | galáxia interagindo com sua satélite |
| 116        | Messier 60                  | +8.8      | colisão de galáxias                  |
| 152        | Virgo A (M87)               | +8.6      | galáxia elíptica                     |
| 153        | Centaurus A (NGC 5128)      | +6.6      | radioagaláxia numa colisão?          |
| 188        | Galáxia do Girino           | +14.4     | galáxia finalizando fusão            |
| 242        | Galáxias Camundongos        | +14.7     | galáxias colidindo                   |
| 244        | Galáxias Antena             | +10.3     | galáxias colidindo                   |
| 317        | Messier 65                  | +9.2      | galáxia espiral                      |
| 319        | NGC 7320                    | +15       | galáxia em colisão no grupo          |
| 337        | Galáxia do Cigarro (M82)    | +8.6      | galáxia starburst                    |

## Lista de galáxias no catálogo

### Galáxias espirais

#### Galáxias de brilho superficial baixo

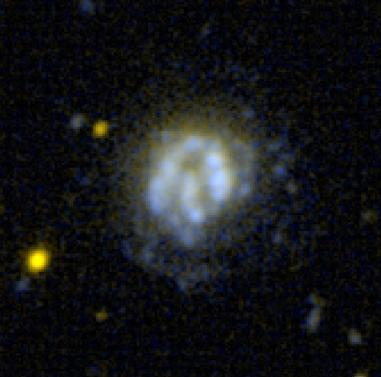
Imagem ultravioleta de NGC 2537 (Arp 6) feita pelo GALEX

Estas são principalmente galáxias anãs ou galáxias espirais mal-definidas (com a designação Sm), que têm baixo brilho sperficial (ou seja, elas emitem pouca luz por unidade de área). Galáxias de brilho superficial baixo são bastante comuns. A exceção é NGC 2857 (Arp 1), que é uma galáxia espiral Sc (o que significa que tem uma estrutura definida vagamente ferida com braços espirais e um ligeiro mas bem definido núcleo).
| Número Arp | Nome comum | Notas              |
| ---------- | ---------- | ------------------ |
| 1          | NGC 2857   | galáxia espiral Sc |
| 2          | UGC 10310  |                    |
| 3          | Arp 3      |                    |
| 4          | Arp 4      |                    |
| 5          | NGC 3664   |                    |
| 6          | NGC 2537   |                    |

#### Galáxias com braços dividos
Esta categoria contém galáxias espirais com braços divididos em duas partes distintas.
| Número Arp | Nome comum | Notas                        |
| ---------- | ---------- | ---------------------------- |
| 7          | Arp 7      |                              |
| 8          | NGC 497    |                              |
| 9          | NGC 2523   |                              |
| 10         | UGC 1775   | Contém um núcleo descentrado |
| 11         | UGC 717    |                              |
| 12         | NGC 2608   |                              |

#### Galáxias com segmentos separados

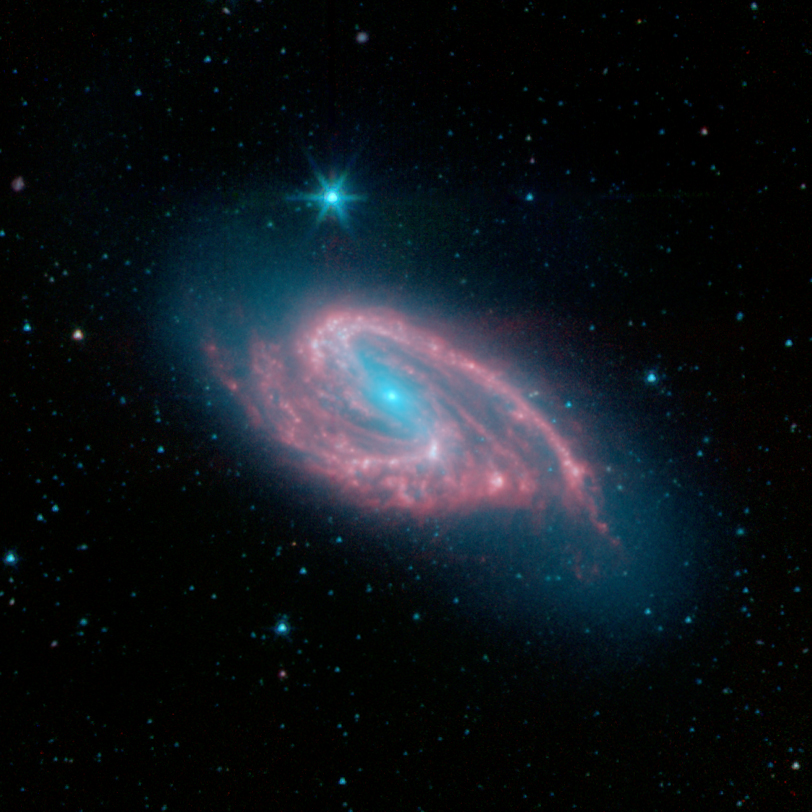
M66 (Arp 16), imagem de infravermelho feita pelo Telescópio Espacial Spitzer

Esta categoria contém galáxias espirais com braços que parecem ser segmentados. Alguns segmentos dos braços em espiral podem aparecer separados, por causa das vias de poeira que obscurecem a luz. Outros braços espirais segmentados podem aparecer devido à presença de aglomerados estelares brilhantes (ou descontínuas cadeias de aglomerados estelares brilhantes) nos braços espirais.
| Número Arp | Nome comum | Notas |
| ---------- | ---------- | ----- |
| 13         | NGC 7448   |       |
| 14         | NGC 7314   |       |
| 15         | NGC 7393   |       |
| 16         | M66        |       |
| 17         | UGC 3972   |       |
| 18         | NGC 4088   |       |

#### Galáxias com três braços espirais
Normalmente, a maioria das galáxias espirais contêm dois braços espirais claramente definidas, ou que contenham apenas estruturas confusas com filamentos em espiral. Galáxias com três braços espirais bem definidos são raras.
| Número Arp | Nome comum | Notas |
| ---------- | ---------- | ----- |
| 19         | NGC 145    |       |
| 20         | UGC 3014   |       |
| 21         | Arp 21     |       |

#### Galáxias com um braço espiral

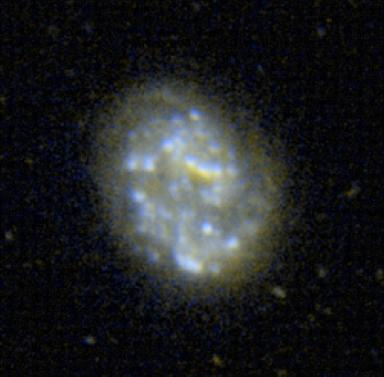
Imagem ultravioleta de NGC 4618 (Arp 23), feita pelo GALEX

Galáxias com um braço espiral também são raras. Neste caso, o único braço espiral pode realmente ser formado por uma interação gravitacional com outra galáxia.
| Número Arp | Nome comum | Notas                    |
| ---------- | ---------- | ------------------------ |
| 22         | NGC 4027   |                          |
| 23         | NGC 4618   | Interagindo com NGC 4625 |
| 24         | NGC 3445   |                          |

#### Galáxias com um braço espiral bem definido

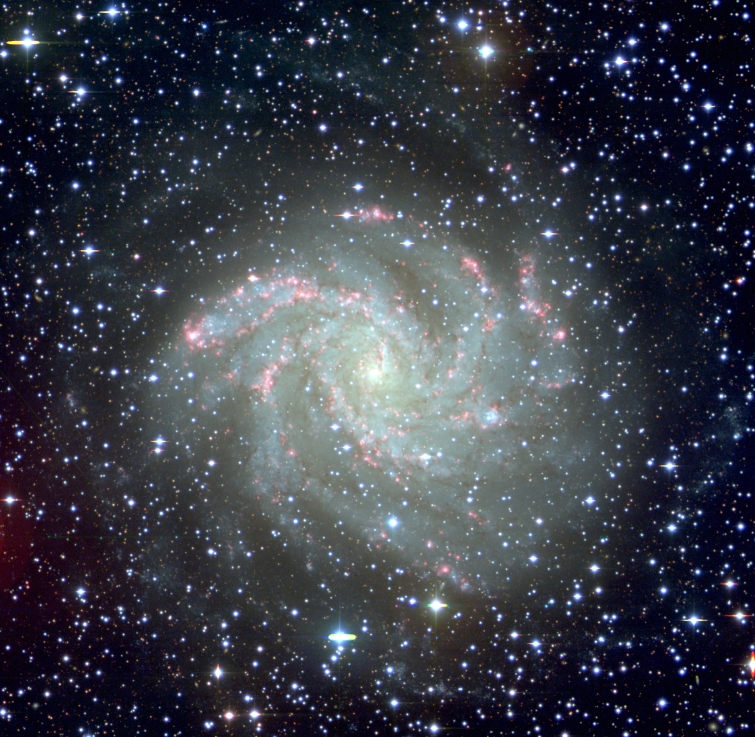
Galáxia espiral NGC 6946 (Arp 29)

Os braços espirais nessas galáxias têm uma aparência assimétrica. Um braço espiral pode aparentar ser consideravelmente mais brilhante que o outro. Na chapa fotográfica produzida por Arp, o braço brilhante ficaria escuro ou "pesado". Enquanto a maioria dessas galáxias (como M101 e NGC 6946) são simplesmente assimétricas galáxias espirais, NGC 6365 é um par de galáxias interagindo, onde uma das galáxias a vemos horizontal e parece estar no braço espiral da galáxia que vemos na frente.
| Número Arp | Nome comum | Notas                                                                     |
| ---------- | ---------- | ------------------------------------------------------------------------- |
| 25         | NGC 2276   |                                                                           |
| 26         | M101       | galáxia espiral vista de frente, com cinco notáveis galáxias companheiras |
| 27         | NGC 3631   |                                                                           |
| 28         | NGC 7678   |                                                                           |
| 29         | NGC 6946   |                                                                           |
| 30         | NGC 6365   | Par de galáxias em interação, com uma galáxia vista de ponta              |

#### Galáxias em símbolo integral
Estas são galáxias que se parecem com uma forma esticada do S (ou como sinal integral utilizado nos cálculos). Alguns objetos, como IC 167, são simplesmente galáxias espirais normais vistas de um ângulo incomum. Outros objectos, tais como UGC 10770, são pares de galáxias interagindo com caudas de maré que parecem semelhantes aos braços espirais.
| Número Arp | Nome comum | Notas |
| ---------- | ---------- | ----- |
| 31         | IC 167     |       |
| 32         | UGC 10770  |       |
| 33         | UGC 8613   |       |
| 34         | NGC 4615   |       |
| 35         | UGC 212    |       |
| 36         | UGC 8548   |       |

#### Galáxias com companheiras de baixo brilho superfícial
Muitas dessas galáxias espirais são provavelmente interagindo com galáxias de baixo brilho superficial no campo de visão. Em alguns casos, no entanto, pode ser difícil determinar se a companheira está fisicamente perto da galáxia espiral ou se é uma companheira de frente/fundo ou uma fonte na borda da galáxia espiral.
| Número Arp | Nome comum | Notas            |
| ---------- | ---------- | ---------------- |
| 37         | M77        |                  |
| 38         | NGC 6412   |                  |
| 39         | NGC 1347   |                  |
| 40         | IC 4271    |                  |
| 41         | NGC 1232   |                  |
| 42         | NGC 5829   |                  |
| 43         | IC 607     |                  |
| 44         | IC 609     |                  |
| 45         | Arp 45     | Trio de galáxias |
| 46         | UGC 12665  |                  |
| 47         | Arp 47     |                  |
| 48         | Arp 48     |                  |

#### Galáxias com pequenas companheiras de alto brilho superficial

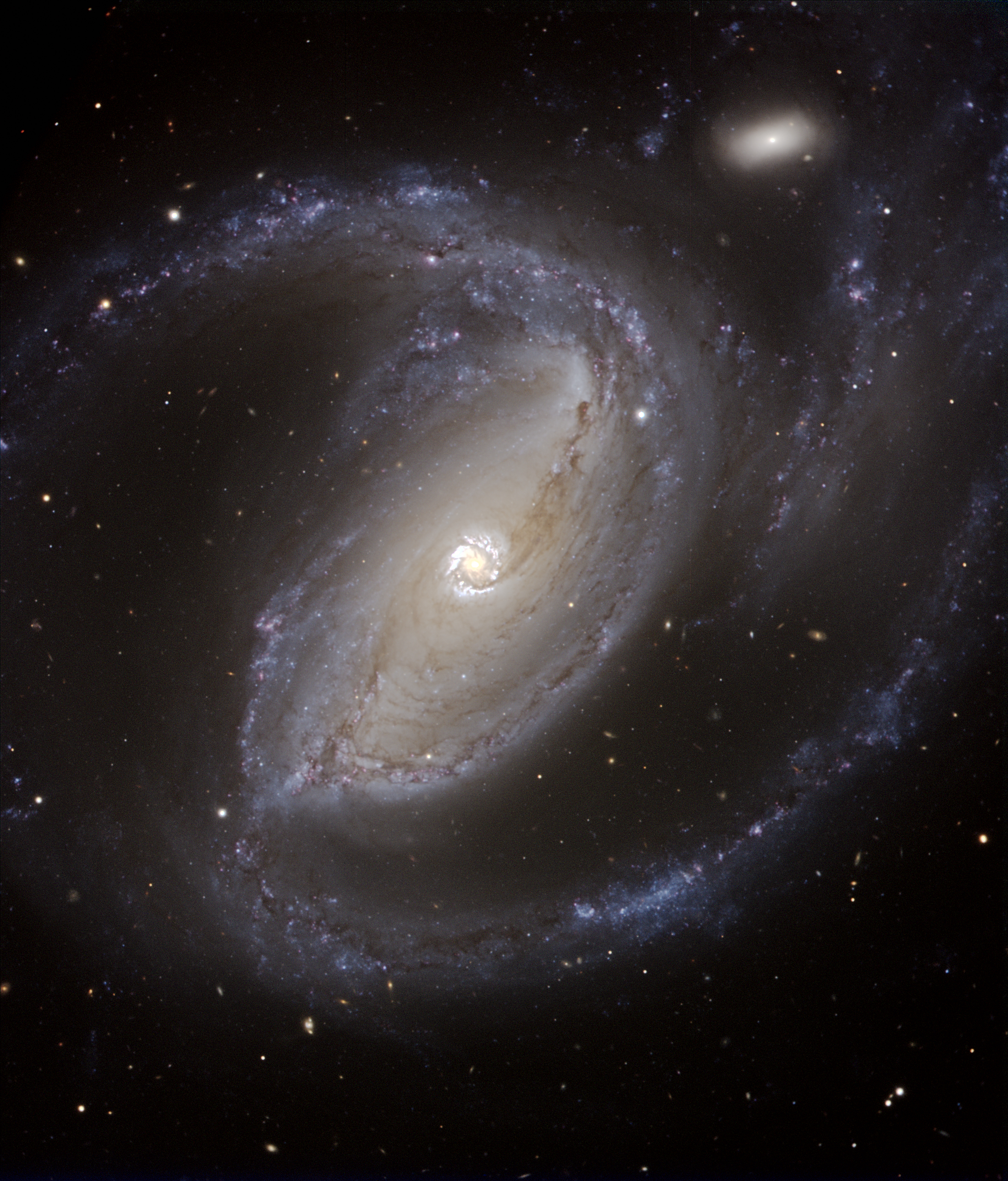
Imagem da galáxia espiral NGC 1097 (Arp 77), imagem do Very Large Telescope do ESO

Novamente, muitas dessas galáxias espirais estão provavelmente interagindo com galáxias companheiras, embora algumas das galáxias podem ser identificadas como companheiras de frente/fundo, ou mesmo dentro de aglomerados estelares brilhantes de galáxias individuais.
| Número Arp | Nome comum         | Notas |
| ---------- | ------------------ | ----- |
| 49         | NGC 5665           |       |
| 50         | IC 1520            |       |
| 51         | Arp 51             |       |
| 52         | Arp 52             |       |
| 53         | NGC 3290           |       |
| 54         | Arp 54             |       |
| 55         | UGC 4881           |       |
| 56         | UGC 1432           |       |
| 57         | Arp 57             |       |
| 58         | UGC 4457           |       |
| 59         | NGC 341            |       |
| 60         | Arp 60             |       |
| 61         | UGC 3104           |       |
| 62         | UGC 6865           |       |
| 63         | NGC 2944           |       |
| 64         | UGC 9503           |       |
| 65         | NGC 90             |       |
| 66         | UGC 10396          |       |
| 67         | UGC 892            |       |
| 68         | NGC 7757           |       |
| 69         | NGC 5579           |       |
| 70         | UGC 934            |       |
| 71         | NGC 6045           |       |
| 72         | NGC 5994, NGC 5996 |       |
| 73         | IC 1222            |       |
| 74         | Arp 74             |       |
| 75         | NGC 702            |       |
| 76         | M90                |       |
| 77         | NGC 1097           |       |
| 78         | NGC 772            |       |

#### Galáxias com grandes companheiras de alto brilho superficial

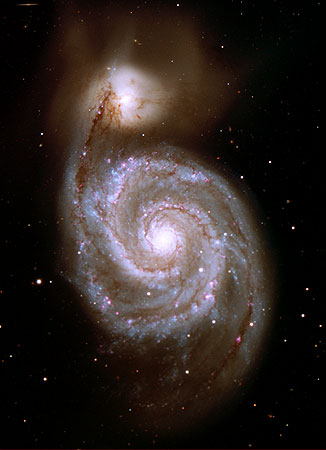
A Galáxia do Rodamoinho (M51, Arp 85). Este objeto é composto por uma grande galáxia espiral interagindo com uma galáxia elíptica. Crédito: Robert Kennicutt, NASA/JPL-Caltech/Univ. do Arizona/DSS/SST.

Galáxias nesta categoria estão quase sempre claramente interagindo. O mais famoso desses objetos é a Galáxia do Rodamoinho (M51; Arp 85), o qual é composto da galáxia espiral NGC 5194 que está interagindo com a pequena galáxia elíptica NGC 5195. A interação tem distorcido a forma de ambas as galáxias; o braço espiral padrão tem sido reforçada na galáxia espiral maior, e uma ponte de estrelas e gás foi formada entre as duas galáxias. Muitas das outras galáxias nesta categoria estão também ligadas por pontes.
| Número Arp | Nome comum                    | Notas |
| ---------- | ----------------------------- | ----- |
| 79         | NGC 5490C                     |       |
| 80         | NGC 2633                      |       |
| 81         | NGC 6621, UGC 11175, NGC 6622 |       |
| 82         | NGC 2535, NGC 2536            |       |
| 83         | NGC 2799, NGC 3800            |       |
| 84         | NGC 5394, NGC 5395            |       |
| 85         | Galáxia do Rodamoinho (M51)   |       |
| 86         | NGC 7752, NGC 7753            |       |
| 87         | NGC 3808A, NGC 3808B          |       |
| 88         | Arp 88                        |       |
| 89         | NGC 2648                      |       |
| 90         | NGC 5929, NGC 5930            |       |
| 91         | NGC 5953, NGC 5954            |       |

#### Galáxias com companheiras elípticas
Tal como as galáxias espirais com companheiras de alto brilho superfícial, a maioria dessas galáxias espirais estão claramente interagindo em sistemas. Marés com caudas e pontes são visíveis em muitas das imagens.
| Número Arp | Nome comum                   | Notas            |
| ---------- | ---------------------------- | ---------------- |
| 92         | NGC 7603                     |                  |
| 93         | NGC 7284, NGC 7285           |                  |
| 94         | NGC 3226, NGC 3227           |                  |
| 95         | IC 4461, IC 4462             |                  |
| 96         | Arp 96                       |                  |
| 97         | UGC 7085A                    |                  |
| 98         | Arp 98                       |                  |
| 99         | NGC 7547, NGC 7549, NGC 7550 | Trio de galáxias |
| 100        | IC 18, IC 19                 |                  |
| 101        | UGC 10164, UGC 10169         |                  |

### Galáxias elípticas e similares

#### Galáxias conectadas com galáxias espirais

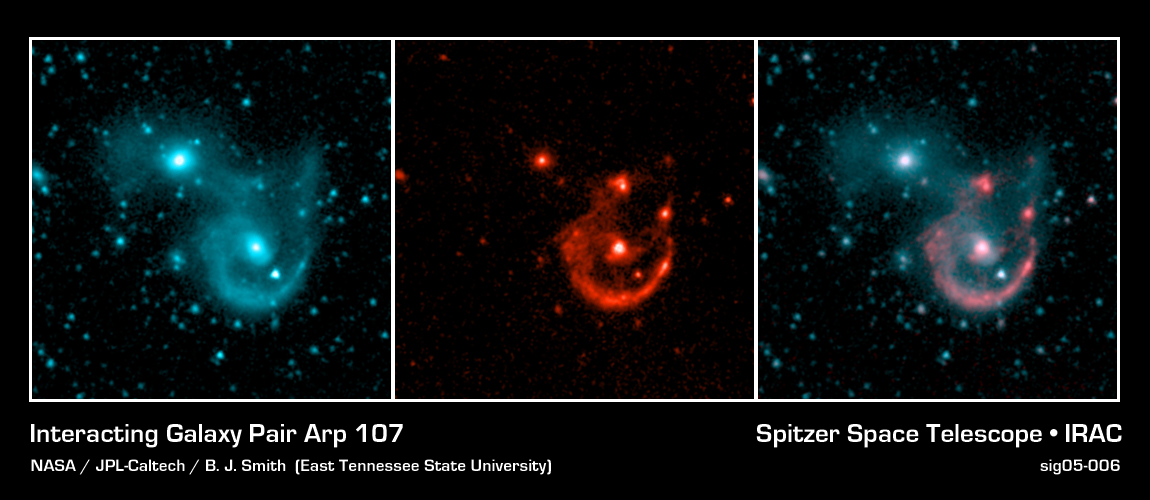
Diferentes imagens de onda infravermelha de Arp 107 (UGC 5984). Feita pelo Telescópio Espacial Spitzer

Estes objetos são muito parecidas com as galáxias espirais com companheiras elípticas. Todas as galáxias possuem características tais como a energia das marés e das pontes de caudas que foram formados através da interação gravitacional.
| Número Arp | Nome comum         | Notas            |
| ---------- | ------------------ | ---------------- |
| 102        | Arp 102            |                  |
| 103        | UGC 10586          | Trio de galáxias |
| 104        | NGC 5216, NGC 5218 |                  |
| 105        | NGC 3561           |                  |
| 106        | NGC 4211           |                  |
| 107        | UGC 5984           |                  |
| 108        | Arp 108            |                  |

#### Galáxias repelindo braços espirais
Com base na descrição desses objetos, parece que inicialmente Arp pensava que as galáxias elípticas foram afastando os braços espirais em galáxias companheiras. No entanto, a maré nos braços espirais podem atualmente parecer distorcidos devido à interação. Alguns destes "repelidos" braços espirais estão no lado oposto da galáxia espiral a partir da galáxia elíptica. Simulações mostraram que tais características podem ser formadas através da interação gravitacional sozinho; repelindo forças não são necessários.
| Número Arp | Nome comum         | Notas             |
| ---------- | ------------------ | ----------------- |
| 109        | UGC 10053          |                   |
| 110        | Arp 110            |                   |
| 111        | Arp 111            | Grupo de galáxias |
| 112        | NGC 7805, NGC 7806 |                   |

#### Galáxias perto e perturbando galáxias espirais

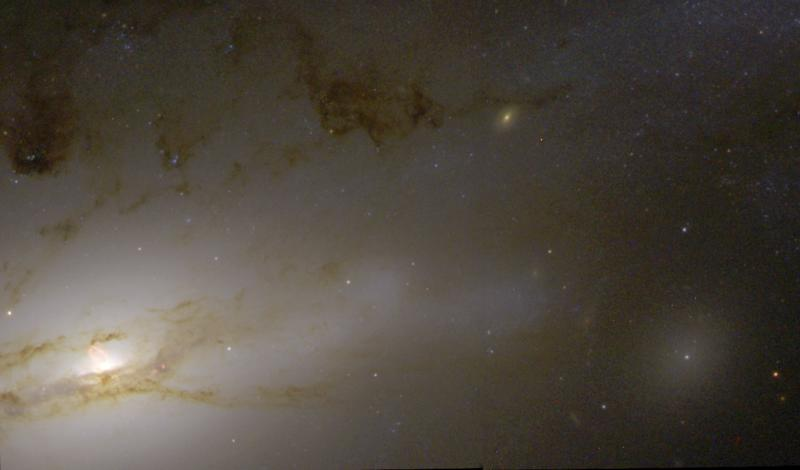
Par de galáxias NGC 4435 e NGC 4438 (Arp 120)

Esta é uma outra categoria em que a maioria dos objetos são galáxias interagindo. Tal como referido no nome da categoria, as galáxias espirais parecem perturbadas. Arp inicialmente descriveu algumas das galáxias elípticas como repulsoras.
| Número Arp | Nome comum           | Notas                                                                   |
| ---------- | -------------------- | ----------------------------------------------------------------------- |
| 113        | NGC 70               | Parte de um grupo de galáxias                                           |
| 114        | NGC 2276, NGC 2300   |                                                                         |
| 115        | UGC 6678             | Trio de galáxias                                                        |
| 116        | Messier 60, NGC 4647 |                                                                         |
| 117        | IC 982, IC 983       |                                                                         |
| 118        | NGC 1141, NGC 1142   |                                                                         |
| 119        | Arp 119              |                                                                         |
| 120        | NGC 4435, NGC 4438   |                                                                         |
| 121        | Arp 121              |                                                                         |
| 122        | NGC 6040             |                                                                         |
| 123        | NGC 1888, NGC 1889   |                                                                         |
| 124        | NGC 6361             |                                                                         |
| 125        | UGC 10491            |                                                                         |
| 126        | UGC 1449             |                                                                         |
| 127        | NGC 191              | Na verdade interação entre uma galáxia lenticular e uma galáxia espiral |
| 128        | UGC 827              |                                                                         |
| 129        | UGC 5146             |                                                                         |
| 130        | IC 5378              |                                                                         |
| 131        | Arp 131              |                                                                         |
| 132        | Arp 132              |                                                                         |

#### Galáxias com Fragmentos Próximos
| Número Arp | Nome comum | Notas |
| ---------- | ---------- | ----- |
| 133        | NGC 541    |       |
| 134        | Messier 49 |       |
| 135        | NGC 1023   |       |
| 136        | NGC 5820   |       |

#### Materiais emanados de galáxias elípticas
Arp pensava que as galáxias elípticas nesta categoria foram ejetando material de seus núcleos. Muitas das imagens poderiam ser interpretadas dessa forma. No entanto, esses objetos são, na verdade, uma mistura de outros fenômenos. Por exemplo, NGC 2914 (Arp 137) é apenas uma galáxia espiral com braços espirais fracos, e NGC 4015 (Arp 138) é um par de galáxias interagindo onde uma galáxia é uma galáxia espiral de borda. Alguns objetos, como NGC 2444 e NGC 2445 (Arp 143), são sistemas que contenham "galáxias anelares", que são criados quando uma galáxia (as galáxias elípticas nestes exemplos) passa através do disco da outra. Esta passagem provoca uma onda gravitacional em que se insere dentro do gás primeiro e depois propaga para fora e então formar a estrutura do anel.
| Número Arp | Nome comum                   | Notas                                      |
| ---------- | ---------------------------- | ------------------------------------------ |
| 137        | NGC 2914                     | Galáxia espiral com braços espirais fracos |
| 138        | NGC 4015                     | Par de galáxias interagindo                |
| 139        | Arp 139                      | Par de galáxias interagindo                |
| 140        | NGC 274, NGC 275             | Par de galáxias interagindo                |
| 141        | UGC 3730                     | Sistema de galáxia anelar                  |
| 142        | NGC 2936, NGC 2937, UGC 5130 | Trio de galáxias                           |
| 143        | NGC 2444, NGC 2445           | Sistema de galáxia anelar                  |
| 144        | NGC 7828, NGC 7829           | Sistema de galáxia anelar                  |
| 145        | UGC 1840                     | Sistema de galáxia anelar                  |

### Galáxias amorfas
Galáxias nesta categoria são referidas por Arp como galáxias que não são espirais nem elípticas em forma. Embora ele não usa o termo "amorfo" para descrever estas galáxias, é a melhor descrição para elas.
Muitas dessas galáxias são galáxias interagindo ou galáxias que são os restos da fusão de duas galáxias menores. O processo de interação irá produzir diferentes características das marés, tais como a energia das marés e das marés de pontes, que podem durar bastante tempo após as galáxias progenitoras terem seus discos e núcleos unidos. Apesar das caudas, as marés são descritas como vários fenômenos visuais ("contra-caudas", "filamentos", "loops"), todas elas são manifestações de um mesmo fenômeno.

#### Galáxias com anéis associados

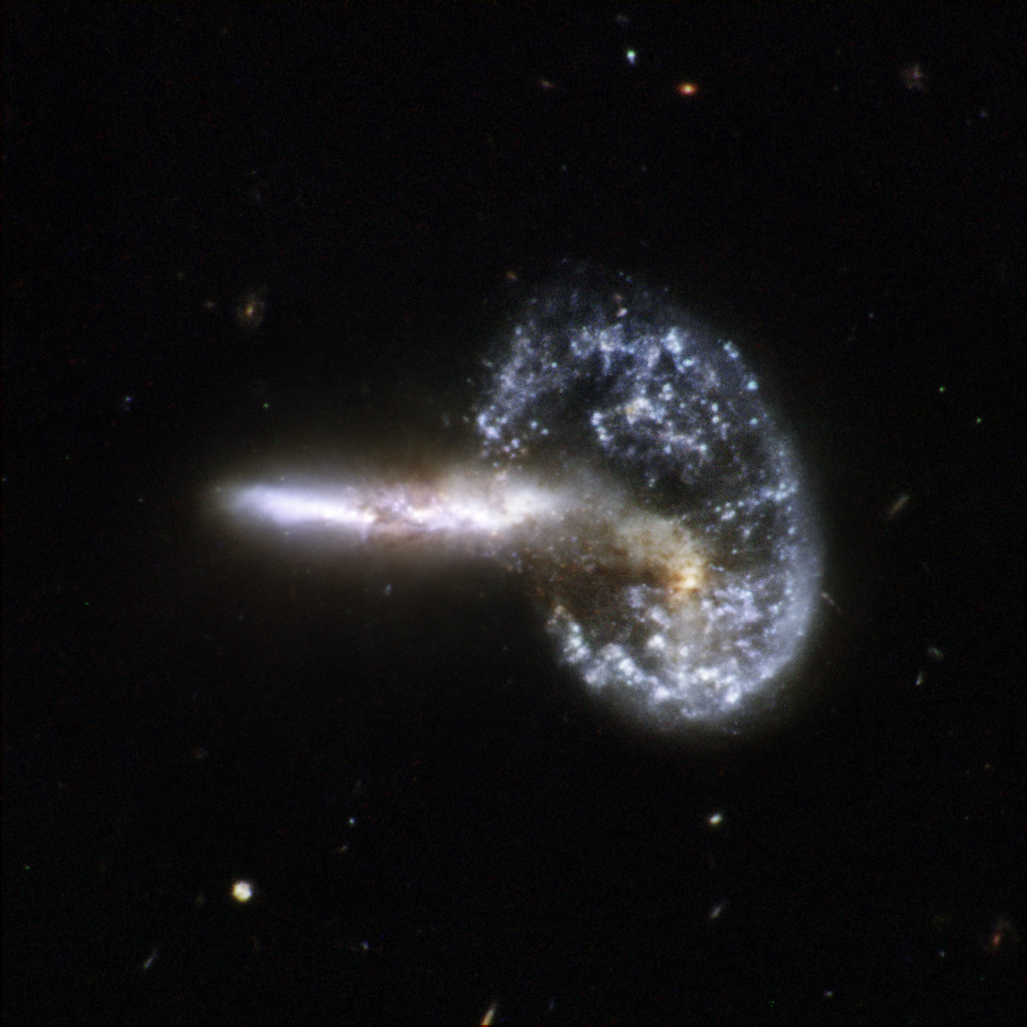
Par de galáxias em interação Arp 148 (Objeto de Mayall)

Tal como acima referido, estas galáxias em anel podem ter sido formadas quando um galáxia companheira atravessou o anel da galáxia. A interação que produz um efeito que teria primeira vaga na matéria dentro do centro e, em seguida, fazer com que se propaguem para fora em um anel.
| Número Arp | Nome comum | Notas |
| ---------- | ---------- | ----- |
| 146        | Arp 146    |       |
| 147        | IC 298     |       |
| 148        | Arp 148    |       |

#### Galáxias com jatos

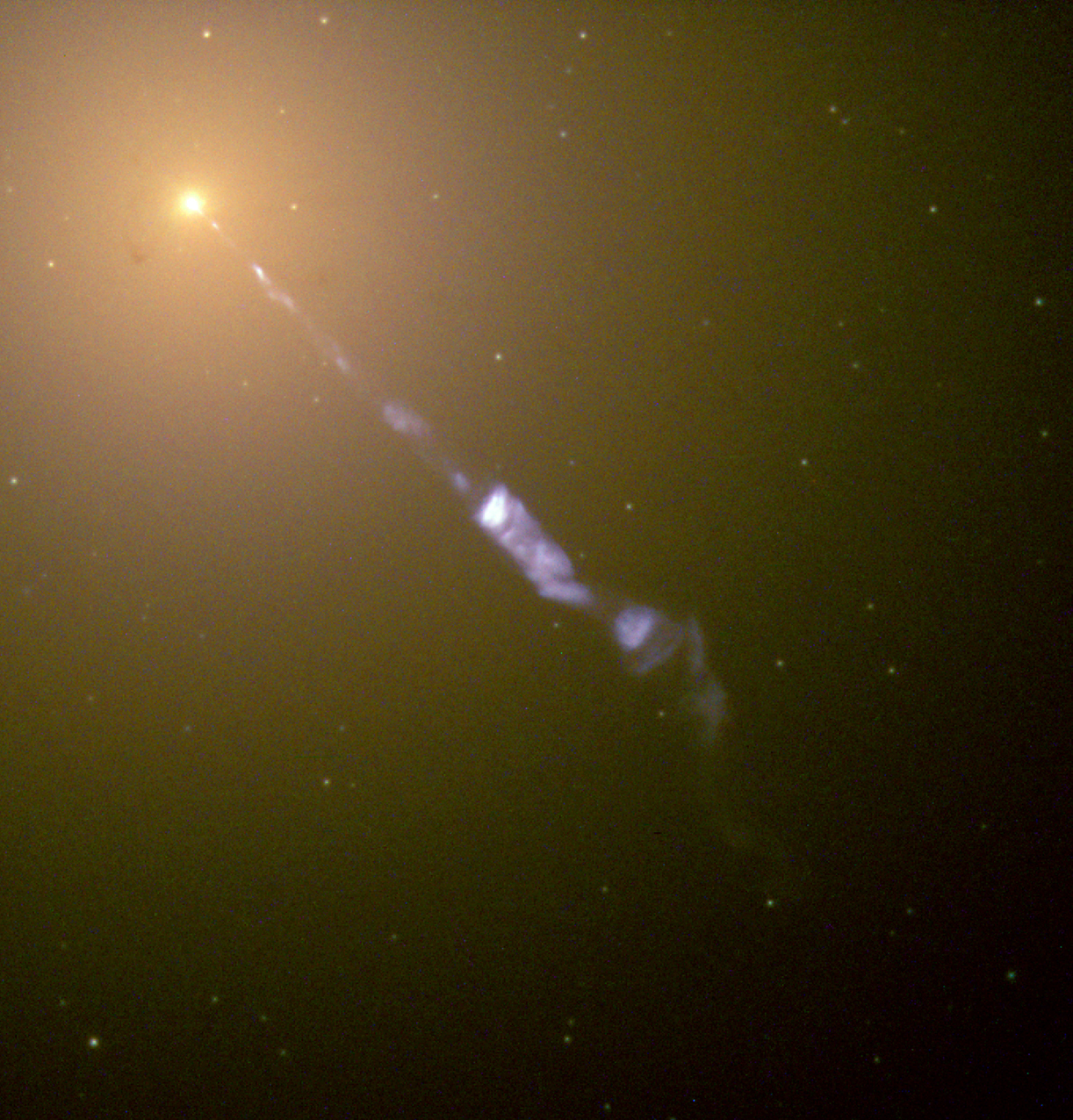
Galáxia elíptica gigante Messier 87 com seu jato relativístico (Arp 152)

Estas são galáxias que parecem estar ejetando material para fora de seus núcleos. Os "jatos" têm aparência semelhante à água pulverizada de uma mangueira. No caso do IC 803 (Arp 149) e NGC 7609 (Arp 150), os jatos são apenas parte da estrutura amorfa produzida pela interação entre as galáxias. Em Arp 151 e Messier 87 (Arp 152), no entanto, os jatos são de gás ionizado que tem sido ejetados do ambiente em torno de buracos negros supermassivos e galáxias de núcleo galáctico ativo. Estes jatos, às vezes chamados jatos relativísticos ou rádio-jatos, são poderosas fontes de radiação síncrotron, especialmente em ondas de rádio.
| Número Arp | Nome comum | Notas                                              |
| ---------- | ---------- | -------------------------------------------------- |
| 149        | IC 803     | Galáxias interagindo                               |
| 150        | NGC 7609   | Galáxias interagindo                               |
| 151        | Arp 151    | Galáxia Seyfert (contém um núcleo galáctico ativo) |
| 152        | Messier 87 | Galáxia Seyfert (contém um núcleo galáctico ativo) |

#### Galáxias distorcidas com absorção interior

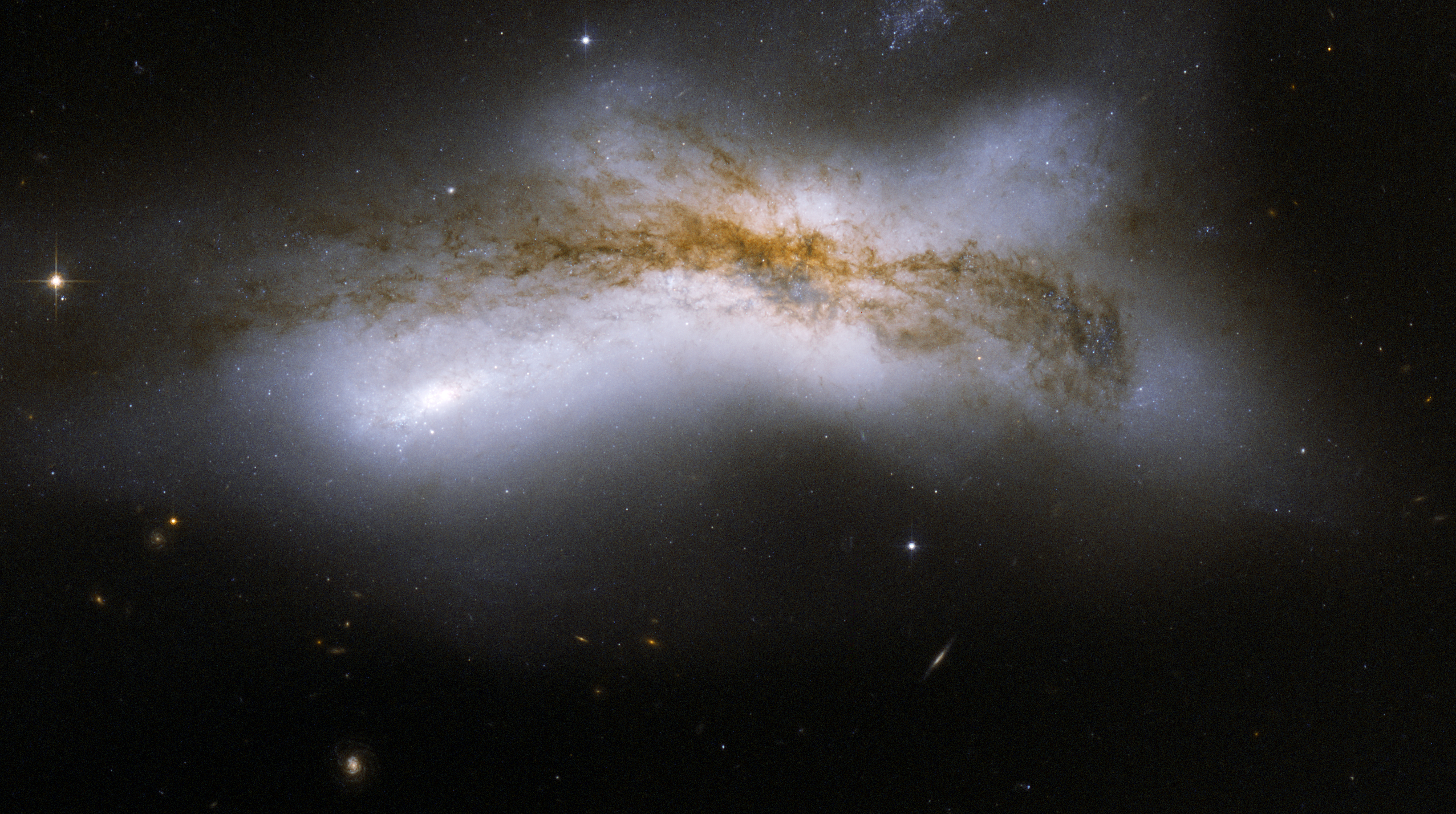
Par de galáxia em fusão chamado NGC 520 (Arp 157). Imagem do Telescópio Espacial Hubble

Galáxias nesta categoria têm características escuras, com faixas de poeira obscura que faz parte do disco da galáxia. Todas estas galáxias são os produtos de duas galáxias fundidas. NGC 520 (Arp 157) é um dos melhores exemplos de uma etapa fusão intermediária, onde as duas galáxias progenitoras têm discos aderidos juntos, mas os núcleos não têm. Centaurus A (Arp 153) e NGC 1316 (Arp 154) são duas galáxias elípticas eficazmente com faixas de poeira incomuns; suas cinemática e estrutura indicam que elas tenham sido submetidas a fusão acontecidas recentemente. NGC 4747 (Arp 159) pode ser nada mais do que um galáxia espiral de borda significativamente com escuras faixas de poeira.
| Número Arp | Nome comum  | Notas                                                  |
| ---------- | ----------- | ------------------------------------------------------ |
| 153        | Centaurus A | Notável radiogaláxia; contém um núcleo galáctico ativo |
| 154        | NGC 1316    | Notável radiogaláxia; contém um núcleo galáctico ativo |
| 155        | Arp 155     |                                                        |
| 156        | UGC 5184    |                                                        |
| 157        | NGC 520     | Notável fase de fusão intermediária                    |
| 158        | NGC 523     |                                                        |
| 159        | NGC 4747    | Galáxia espiral com faixas escuras poeira              |
| 160        | NGC 4194    | Também conhecida como a Fusão da Galáxia de Medusa     |

#### Galáxias com filamentos difusos
Os filamentos nestes objetos podem representar as marés da cauda de galáxias em interações. Muitas das galáxias são os restos da fusão de duas galáxias espirais para formar uma única galáxia elíptica. No entanto, NGC 3414 (Arp 162) parece ser apenas uma invulgar galáxia lenticular com um disco muito pequeno relativamente ao tamanho do seu bojo. NGC 4670 (Arp 163) é uma galáxia anã compacta azul com extrema e forte formação estelar ativa; é manifestamente demasiado pequeno para ser a concentração remanescente de duas galáxias espirais como os outros remanescentes de fusão nesta amostra, embora possa ter sido envolvido em uma interação muito menor.
| Número Arp | Nome comum       | Notas                     |
| ---------- | ---------------- | ------------------------- |
| 161        | UGC 6665         |                           |
| 162        | NGC 3414         | galáxia lenticular        |
| 163        | NGC 4670         | galáxia anã compacta azul |
| 164        | NGC 455          |                           |
| 165        | NGC 2418         |                           |
| 166        | NGC 750, NGC 751 |                           |

#### Galáxias com contra-caudas difusas
Todos esses objetos são galáxias envolvidas na interação gravitacional. Essas contra-caudas são características das marés provocadas pela interação gravitacional entre duas galáxias, características semelhantes, tal como descrito no catálogo Arp. Messier 32 (Arp 168), uma galáxia anã interagindo com a Galáxia de Andrômeda, está incluída nesta categoria (embora "contra-cauda difusa" seja muito difícil de ver na fotografia de Arp).
| Número Arp | Nome comum                    | Notas                                              |
| ---------- | ----------------------------- | -------------------------------------------------- |
| 167        | NGC 2672, NGC 2673            |                                                    |
| 168        | Messier 32                    | Galáxia anã interagindo com a Galáxia de Andrômeda |
| 169        | NGC 7236, NGC 7237, NGC 7237C | Trio de galáxias                                   |
| 170        | NGC 7578                      |                                                    |
| 171        | NGC 5718, IC 1042             |                                                    |
| 172        | IC 1178, IC 1181              |                                                    |

#### Galáxias com contra-caudas estreitas
Esta é uma outra categoria contendo galáxias com caudas das marés produzidas pela interação gravitacional. Estas caudas de marés são mais estreitas e mais bem definidas do que a das marés de caudas nos objetos 167-172.
| Número Arp | Nome comum                   | Notas            |
| ---------- | ---------------------------- | ---------------- |
| 173        | UGC 9561                     |                  |
| 174        | NGC 3068                     |                  |
| 175        | IC 3481, IC 3481A, IC 3483   | Trio de galáxias |
| 176        | NGC 4933                     | Trio de galáxias |
| 177        | Arp 177                      |                  |
| 178        | NGC 5613, NGC 5614, NGC 5615 | Trio de galáxias |

#### Galáxias com filamentos estreitos

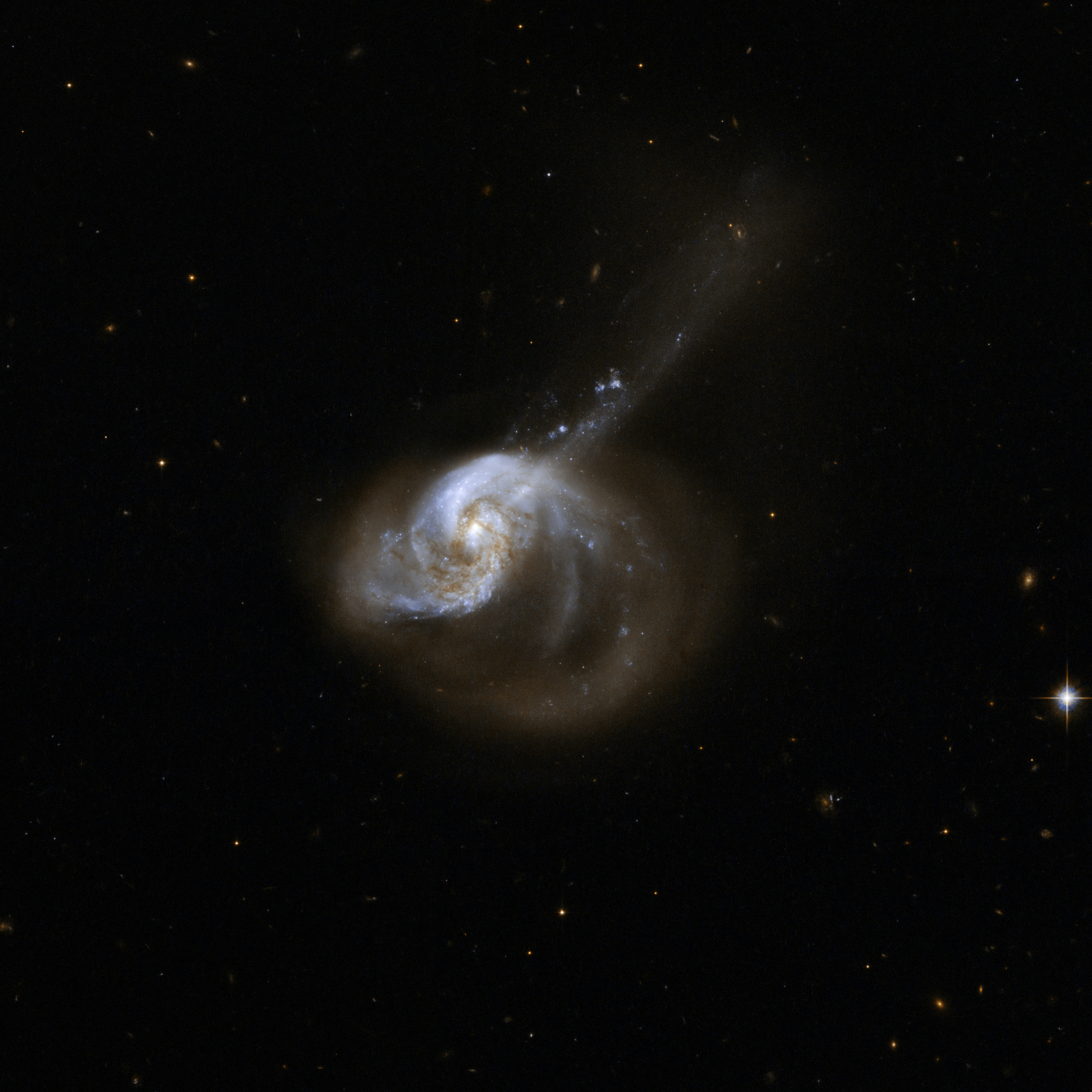
NGC 1614 (Arp 186). Imagem do Telescópio Espacial Hubble.

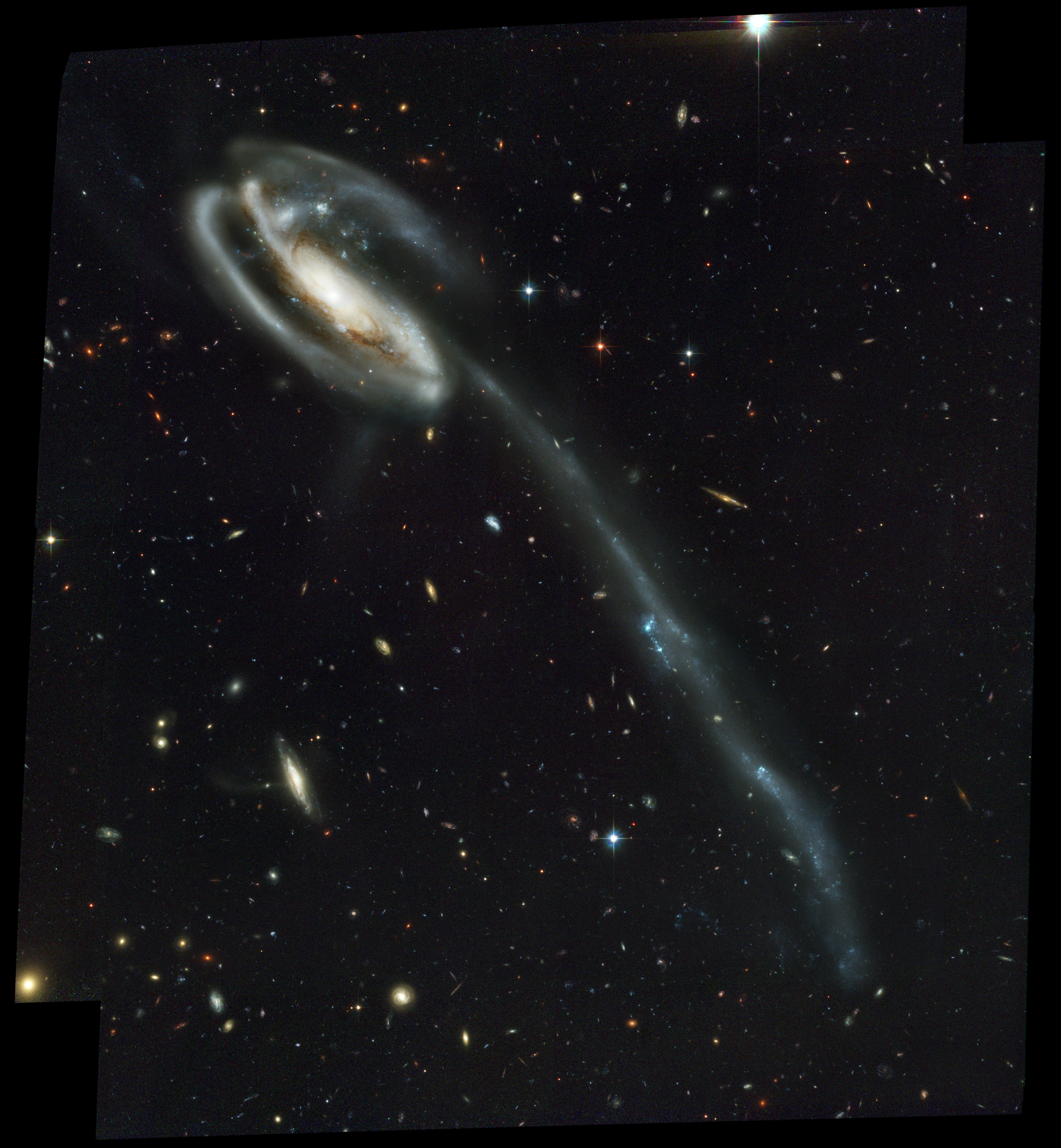
A Galáxia do Girino (UGC 10214; Arp 188). O "filamento estreito", o que parece ser característica das marés causado por uma interação gravitacional, pode ser visto em toda a extensão desta imagem. Crédito: ACS Science & Engineering Team, NASA

Esta categoria contém uma mistura de diferentes tipos de objetos. Como as galáxias com filamentos difusos ou galáxias com contra-caudas, algumas das galáxias nesta categoria têm sido envolvidas em interações, e os filamentos são características das marés criadas por aquelas interações. Outras, porém, são simplesmente diferentes galáxias espirais com braços espirais fracos que são descritos como "filamentos" por Arp.
| Número Arp | Nome comum          | Notas                                          |
| ---------- | ------------------- | ---------------------------------------------- |
| 179        | Arp 179             |                                                |
| 180        | Arp 180             | Par de galáxias interagindo                    |
| 181        | NGC 3212, NGC 3215  | Par de galáxias interagindo                    |
| 182        | NGC 7674, NGC 7674A | Par de galáxias interagindo                    |
| 183        | UGC 8560            | Galáxia espiral                                |
| 184        | NGC 1961            | Galáxia espiral                                |
| 185        | NGC 6217            | Galáxia espiral                                |
| 186        | NGC 1614            | Galáxia espiral envolvida em recente interação |
| 187        | Arp 187             |                                                |
| 188        | Galáxia do Girino   | Galáxia envolvida em recente interação         |
| 189        | NGC 4651            |                                                |
| 190        | UGC 2320            | Par de galáxias interagindo                    |
| 191        | UGC 6175            | Par de galáxias interagindo                    |
| 192        | NGC 3303            | Par de galáxias interagindo                    |
| 193        | IC 883              | Remanescentes de fusão                         |

#### Galáxias com material ejetado do núcleo

Arp 194 é um par de galáxias interagindo. A terceira galáxia, na parte inferior da imagem é, na realidade, um novo objeto, não faz parte do sistema.

O material ejetado em muitos desses objetos parecem ser características das marés criadas pela interação gravitacional. Em alguns casos (como em NGC 5544 e NGC 5545 em Arp 199), os "materiais ejetados" são claramente uma galáxia espiral visualizada de borda que se alinha com o núcleo de outra galáxia.
Quase todos os objetos nesta categoria estão interagindo ou que tenham sofrido recentemente interações. NGC 3712 (Arp 203) é uma exceção, é apenas uma galáxia espiral de baixo brilho superficial.
| Número Arp | Nome comum          | Notas                                                               |
| ---------- | ------------------- | ------------------------------------------------------------------- |
| 194        | UGC 6945            | Par de galáxias interagindo                                         |
| 195        | UGC 4653            | Trio de galáxias interagindo                                        |
| 196        | Arp 196             | Par de galáxias interagindo                                         |
| 197        | UGC 6503, IC 701    | Par de galáxias interagindo                                         |
| 198        | UGC 6073            | Par de galáxias interagindo                                         |
| 199        | NGC 5544, NGC 5545  | Par de galáxias interagindo                                         |
| 200        | NGC 1134            | Galáxia espiral interagindo com galáxia de baixo brilho superficial |
| 201        | UGC 224             | Par de galáxias interagindo                                         |
| 202        | NGC 2719, NGC 2719A | Par de galáxias interagindo                                         |
| 203        | NGC 3712            | Galáxia espiral de baixo brilho superficial                         |
| 204        | UGC 8454            | Par de galáxias interagindo                                         |
| 205        | NGC 3448            | Remanescentes de fusão                                              |
| 206        | UGC 5983, NGC 3432  | Par de galáxias interagindo                                         |
| 207        | UGC 5050            | Galáxia espiral interagindo com galáxia anã                         |
| 208        | Arp 208             | Par de galáxias interagindo                                         |

#### Galáxias com irregularidades, absorção, e resolução

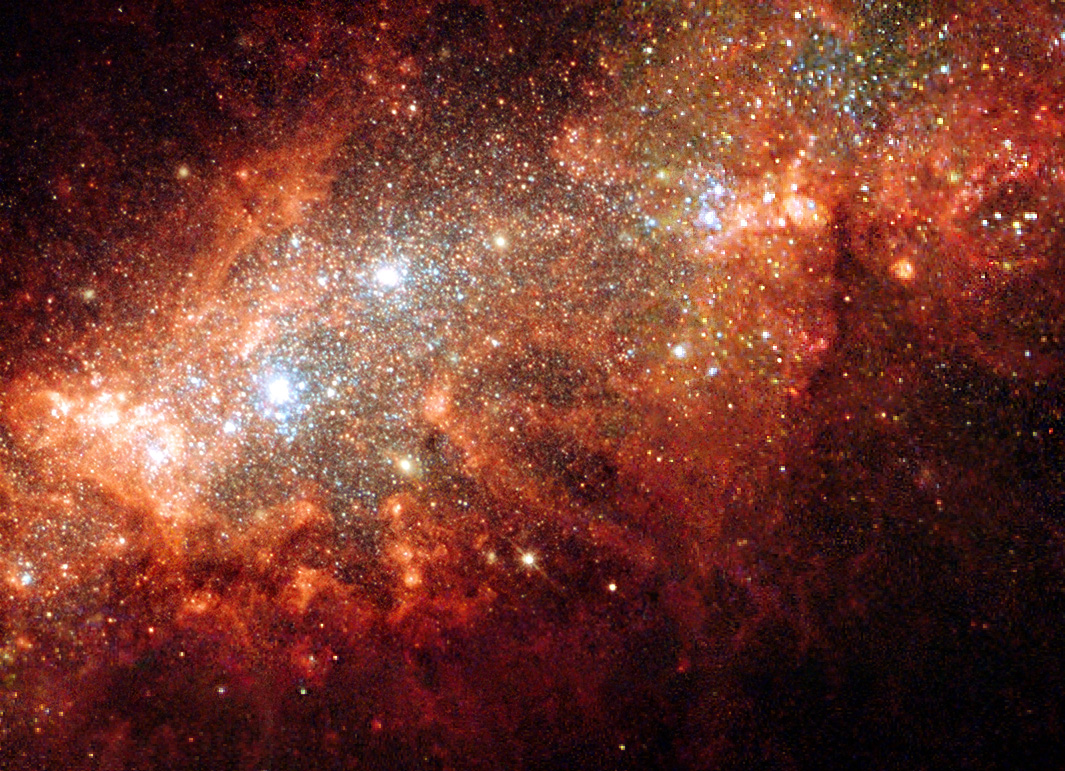
Atividade de Starburst na região central da vizinha galáxia anã NGC 1569 (Arp 210). Feita pelo Telescópio Espacial Hubble

Galáxias nesta categoria têm em suas estruturas irregulares (irregularidades), notável faixa de poeira (absorção), ou um aspecto granulado (resolução). Esta categoria contém uma mistura de interações entre galáxias distorcidas por interações das marés, perto de galáxias anãs irregulares e galáxias espirais incomuns com grandes quantidades de gás.
| Número Arp | Nome comum | Notas                       |
| ---------- | ---------- | --------------------------- |
| 209        | NGC 6052   | Par de galáxias interagindo |
| 210        | NGC 1569   | Galáxia anã                 |
| 211        | UGCA 290   | Galáxias anãs interagindo   |
| 212        | NGC 7625   | Galáxia espiral peculiar    |
| 213        | IC 356     | Galáxia espiral peculiar    |
| 214        | NGC 3718   | Galáxia espiral peculiar    |

#### Galáxias comloopsadjacentes

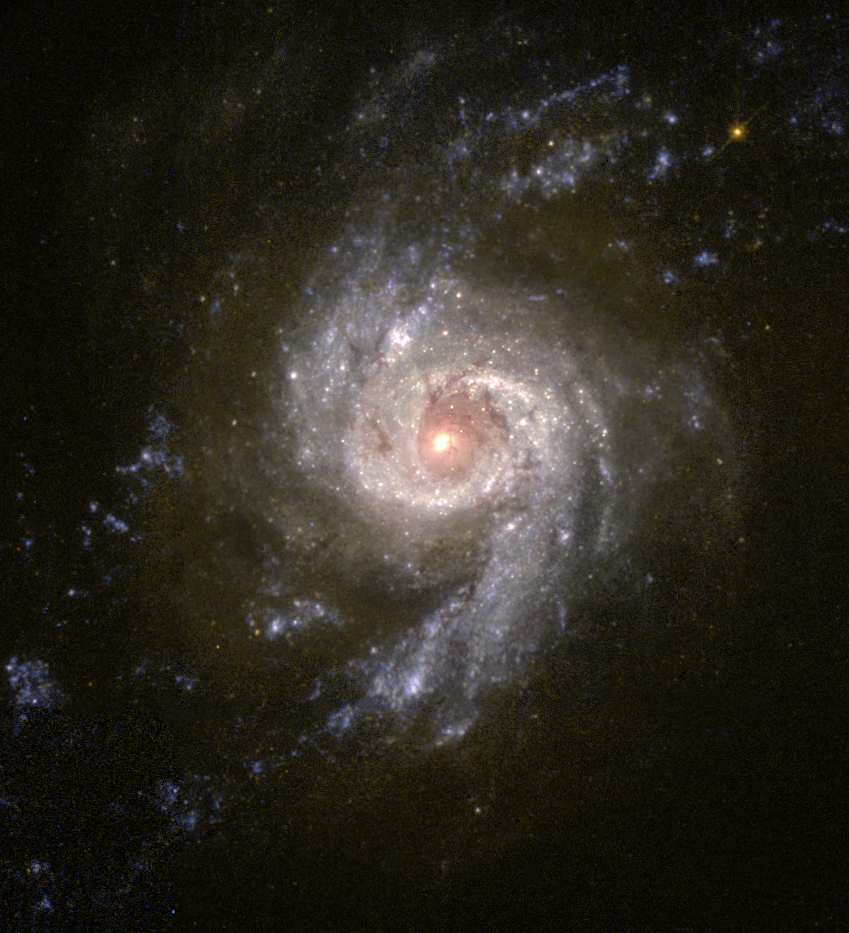
Galáxia espiral Starburst vizinha NGC 3310 (Arp 217)

Estes loops adjacentes são outras manifestações das estruturas formadas por interações gravitacionais entre galáxias. Algumas destas fontes compostas de galáxias que já tem quase concluído o processo de fusão; o "loops adjacentes" são apenas os restos da interação. Entre os objetos nesta categoria está Arp 220, uma das mais bem estudadas galáxias ultraluminosas em infravermelho no céu.
| Número Arp | Nome comum         | Notas                                                                  |
| ---------- | ------------------ | ---------------------------------------------------------------------- |
| 215        | NGC 2782           | Galáxia espiral peculiar                                               |
| 216        | NGC 7679, NGC 7682 | Par de galáxias interagindo                                            |
| 217        | NGC 3310           | Notável starburst próxima; remanescentes de fusão                      |
| 218        | Arp 218            | Par de galáxias interagindo                                            |
| 219        | UGC 2812           | Galáxia em interação                                                   |
| 220        | Arp 220            | Remanescentes de fusão; notável galáxia ultraluminosa em infravermelho |

#### Galáxias com braços espirais amorfos

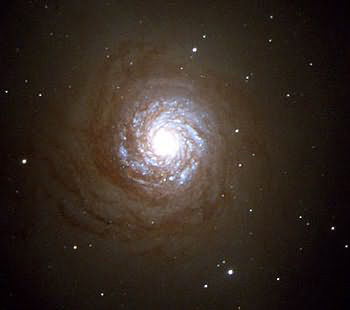
Galáxia espiral NGC 7252 (Arp 226)

Muitas dessas galáxias são remanescentes de fusão. Os "braços espirais amorfos" são os restos das marés que permanecem após a colisão.
| Número Arp | Nome comum                           | Notas                             |
| ---------- | ------------------------------------ | --------------------------------- |
| 221        | Arp 221                              | Trio de galáxia interagindo       |
| 222        | NGC 7727                             | Remanescentes de fusão            |
| 223        | NGC 7585                             | Recente fusão de massas desiguais |
| 224        | NGC 3921                             | Remanescentes de fusão            |
| 225        | NGC 2655                             | Recente fusão de massas desiguais |
| 226        | Galáxia Átomos para a Paz (NGC 7252) | Remanescentes de fusão            |

#### Galáxias com anéis concêntricos
Estas são galáxias com estruturas semelhantes a uma concha. Algumas estruturas de "concha" foram identificadas como os resultados de recentes fusões. Em outros casos, no entanto, a estrutura de concha pode representar o disco exterior de uma galáxia lenticular. Em alguns casos complicados, a galáxia com os anéis ou "conchas" é uma galáxia lenticular interagindo com outra galáxia; as origens das "conchas" nesses sistemas pode ser difícil de determinar.
| Número Arp | Nome comum       | Notas                                                                               |
| ---------- | ---------------- | ----------------------------------------------------------------------------------- |
| 227        | NGC 470, NGC 474 | Par de galáxias interagindo com uma galáxia lenticular                              |
| 228        | IC 162           | Galáxia lenticular                                                                  |
| 229        | NGC 507, NGC 508 | Par de galáxias interagindo incluindo uma galáxia lenticular e uma galáxia elíptica |
| 230        | IC 51            | Galáxia lenticular peculiar; possível remanescentes de fusão                        |
| 231        | IC 1575          |                                                                                     |
| 232        | NGC 2911         | Galáxia lenticular peculiar                                                         |

#### Galáxias com a aparência de fissão

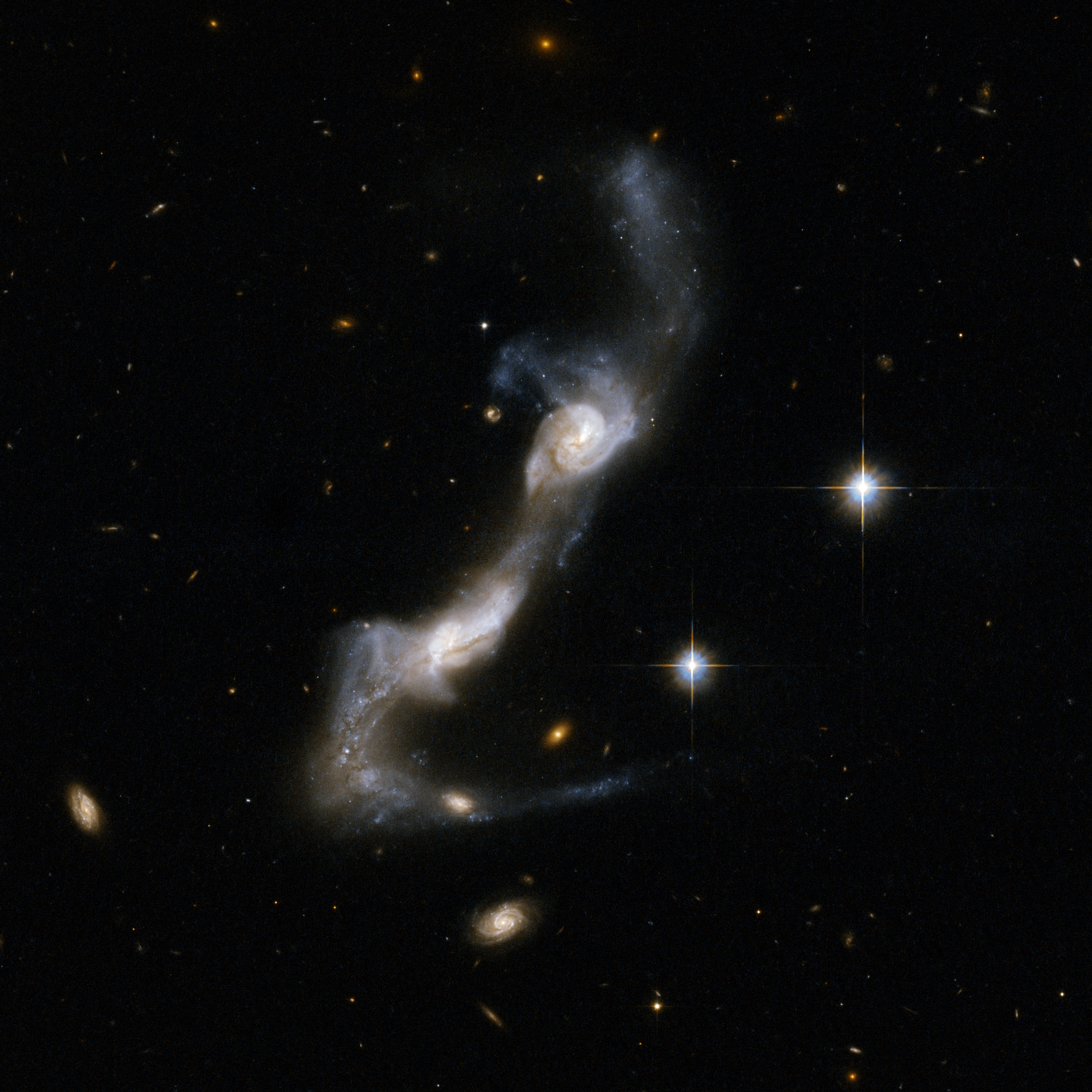
Par de galáxias interagindo: Arp 238 (UGC 8335). Imagem do Telescópio Espacial Hubble

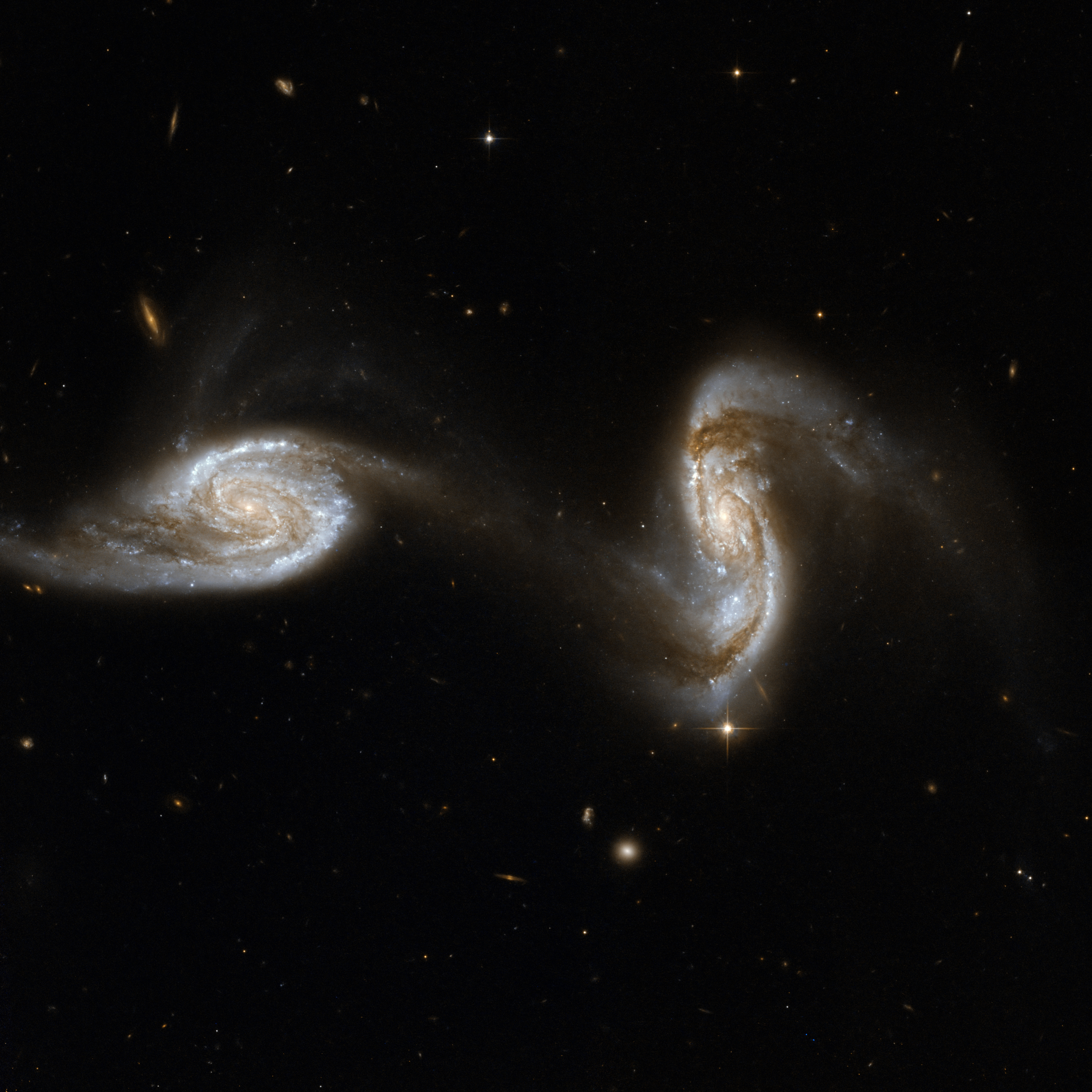
NGC 5257 e NGC 5258 (Arp 240), Par de galáxias espirais interagindo. Imagem do Telescópio Espacial Hubble

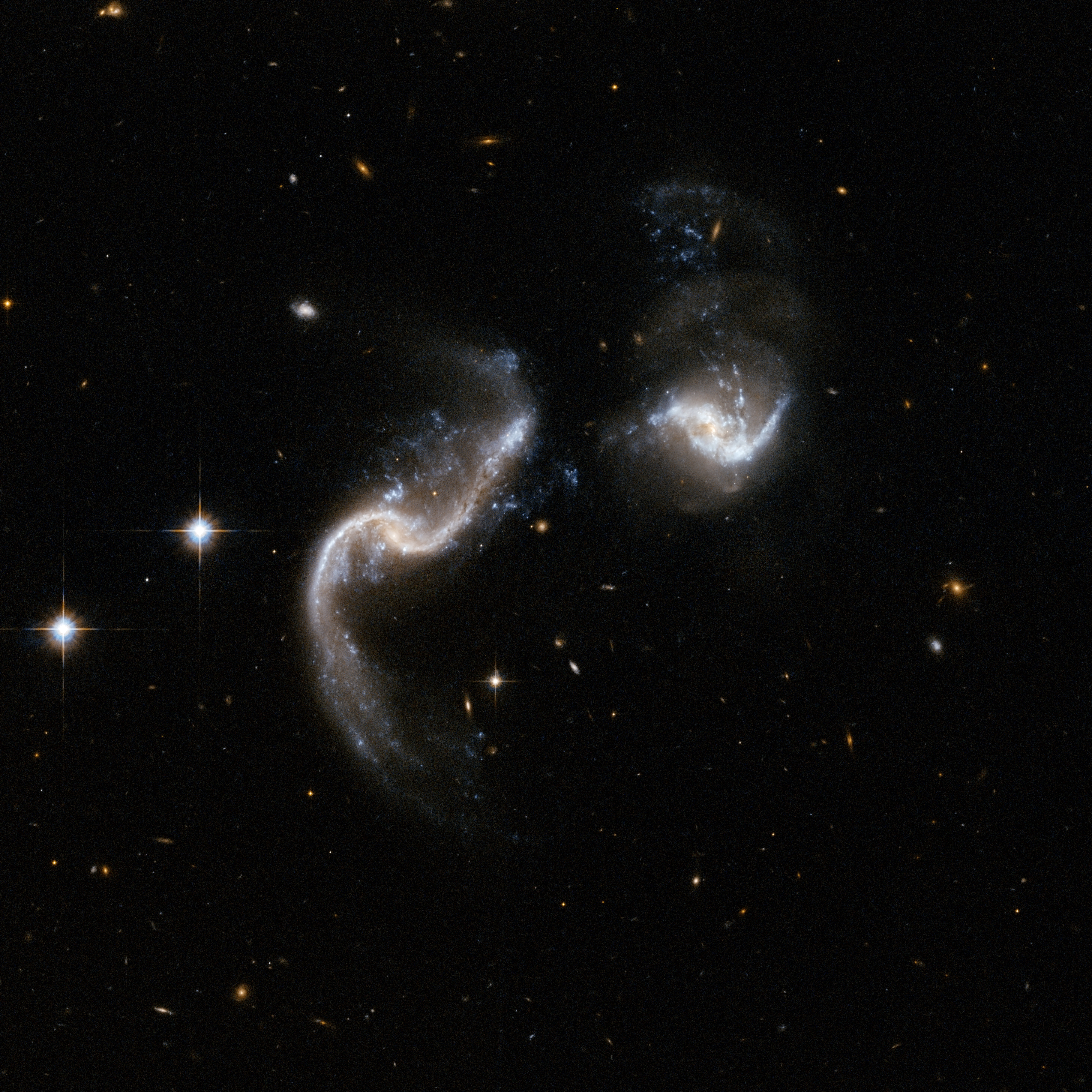
Arp 256, par de galáxia espiral nas fases iniciais da colisão e fusão. Imagem pelo Telescópio Espacial Hubble.

Embora a descrição dos objetos nesta categoria o que implica que as galáxias estão se separando, a maioria dessas galáxias estão fundindo juntas. Muitos dos objetos têm muito das marés caudas acentuadas e pontes que foram formados como conseqüência da interação. A maioria dos objetos estão nas fases iniciais do processo de fusão, onde as galáxias ainda parecem ter núcleos distintos e distintos (embora distorcidos) discos. Entre as mais notáveis galáxias nesta categoria estão as Galáxias Antena (NGC 4038 e NGC 4039, Arp 244) e as Galáxias Camundongos (NGC 4676, Arp 242).
Contudo, nem todos estes objetos são galáxias interagindo. Algumas destas galáxias estão simplesmente perto galáxias anãs  com estruturas irregulares.
| Número Arp | Nome comum                           | Notas                        |
| ---------- | ------------------------------------ | ---------------------------- |
| 233        | UGC 5720                             | Galáxia anã                  |
| 234        | NGC 3738                             | Galáxia anã                  |
| 235        | NGC 14                               | Galáxia anã                  |
| 236        | IC 1623                              | Par de galáxias interagindo  |
| 237        | UGC 5044                             | Par de galáxias interagindo  |
| 238        | UGC 8335                             | Par de galáxias interagindo  |
| 239        | NGC 5278, NGC 5279                   | Par de galáxias interagindo  |
| 240        | NGC 5257, NGC 5258                   | Par de galáxias interagindo  |
| 241        | UGC 9425                             | Par de galáxias interagindo  |
| 242        | Galáxias Camundongos (NGC 4676)      | Par de galáxias interagindo  |
| 243        | NGC 2623                             | Trio de galáxias interagindo |
| 244        | Galáxias Antena (NGC 4038, NGC 4039) | Par de galáxias interagindo  |
| 245        | NGC 2992, NGC 2993                   | Par de galáxias interagindo  |
| 246        | NGC 7837, NGC 7838                   | Par de galáxias interagindo  |
| 247        | UGC 4383                             | Par de galáxias interagindo  |
| 248        | Arp 248                              | Trio de galáxias interagindo |
| 249        | UGC 12891                            | Par de galáxias interagindo  |
| 250        | Arp 250                              |                              |
| 251        | Arp 251                              | Trio de galáxias interagindo |
| 252        | Arp 252                              | Par de galáxias interagindo  |
| 253        | UGCA 173, UGCA 174                   | Par de galáxias interagindo  |
| 254        | NGC 5917                             | Galáxia espiral peculiar     |
| 255        | UGC 5304                             | Par de galáxias interagindo  |
| 256        | Arp 256                              | Par de galáxias interagindo  |

#### Galáxias com aglomerados irregulares

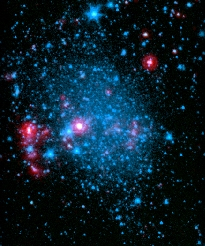
Holmberg II/UGC 4305, galáxia anã (Arp 268)

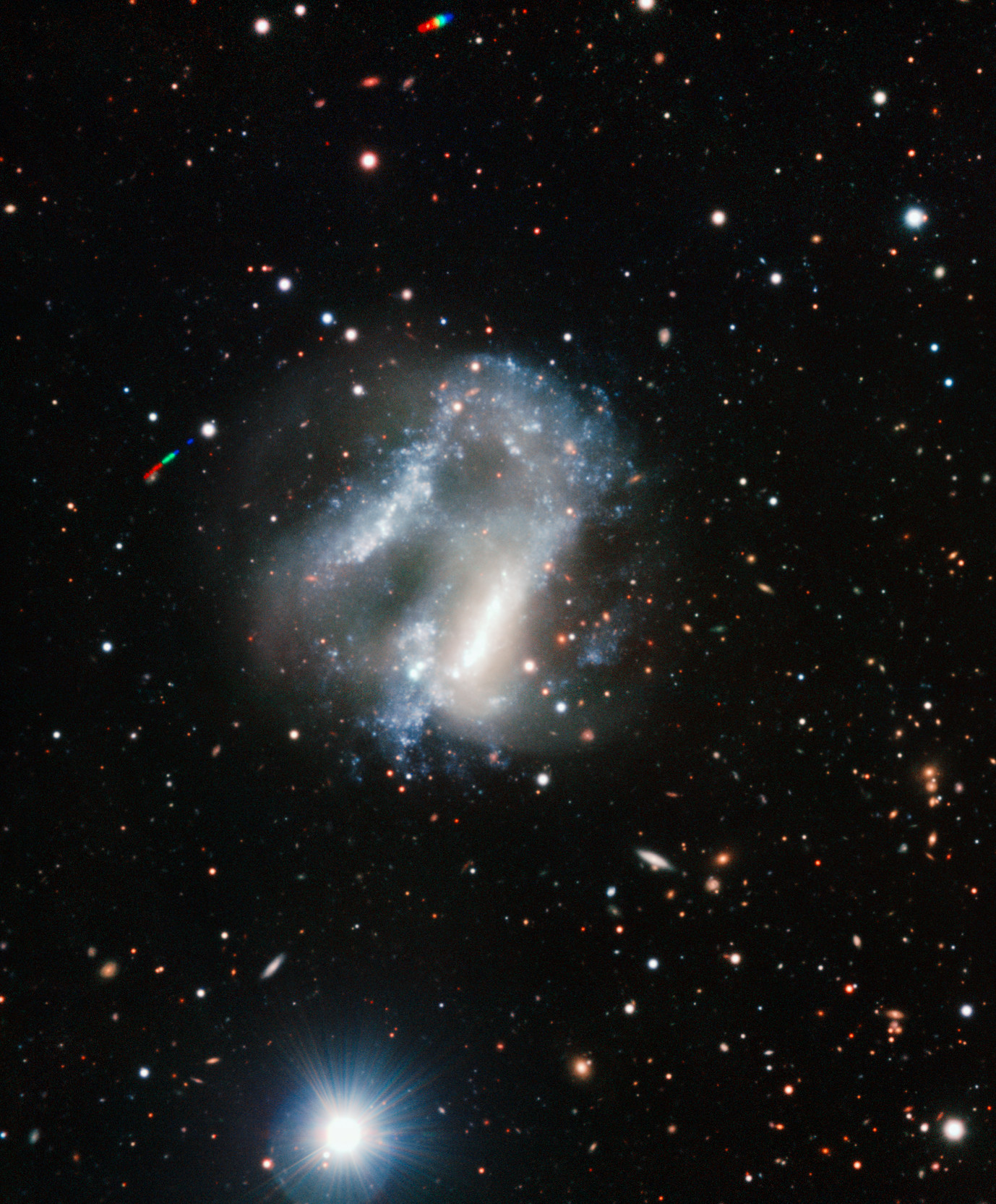
Par de galáxias interagindo Arp 261. Imagem do Very Large Telescope do ESO

Estes são objetos que parecem ser uma série de aglomerações irregulares sem estrutura coerente. Muitos desses objetos são simplesmente galáxias anãs próximas. Alguns desses objetos são galáxias interagindo, enquanto outros são pequenos grupos de galáxias. Em ambos os casos, muitos das galáxias constituintes são galáxias irregulares. A superposição de duas ou mais dessas galáxias irregulares podem facilmente parecer uma única galáxia irregular maior, é por isso que o Atlas of Peculiar Galaxies (e outros catálogos) muitas vezes classificam esses pares e grupos como simples objetos.
| Número Arp | Nome comum  | Notas                       |
| ---------- | ----------- | --------------------------- |
| 257        | UGC 4836    | Par de galáxias interagindo |
| 258        | UGC 2140    | Grupo de galáxias           |
| 259        | NGC 1741    | Grupo de galáxias           |
| 260        | UGC 7230    | Par de galáxias interagindo |
| 261        | Arp 261     | Grupo de galáxias           |
| 262        | Arp 262     | Par de galáxias interagindo |
| 263        | NGC 3239    | Galáxia anã                 |
| 264        | NGC 3104    | Galáxia anã                 |
| 265        | IC 3862     | Par de galáxias interagindo |
| 266        | NGC 4861    | Galáxia anã                 |
| 267        | UGC 5746    | Galáxia anã                 |
| 268        | Holmberg II | Galáxia anã                 |

### Galáxias duplas e múltiplas
Arp inicialmente referiu-se para estas galáxias como "galáxias duplas", mas muitas dessas são mais de duas galáxias. Alguns dos objetos consistem de galáxias interagindo, enquanto que outras são realmente grupos de galáxias. A diferença é que galáxias interagindo serão distorcidas, considerando que galáxias em grupos são simplesmente vinculadas gravitacionalmente umas às outras, mas não necessariamente próximas suficientemente umas às outras para induzir mudanças estruturais importantes.

#### Galáxias com braços conectados

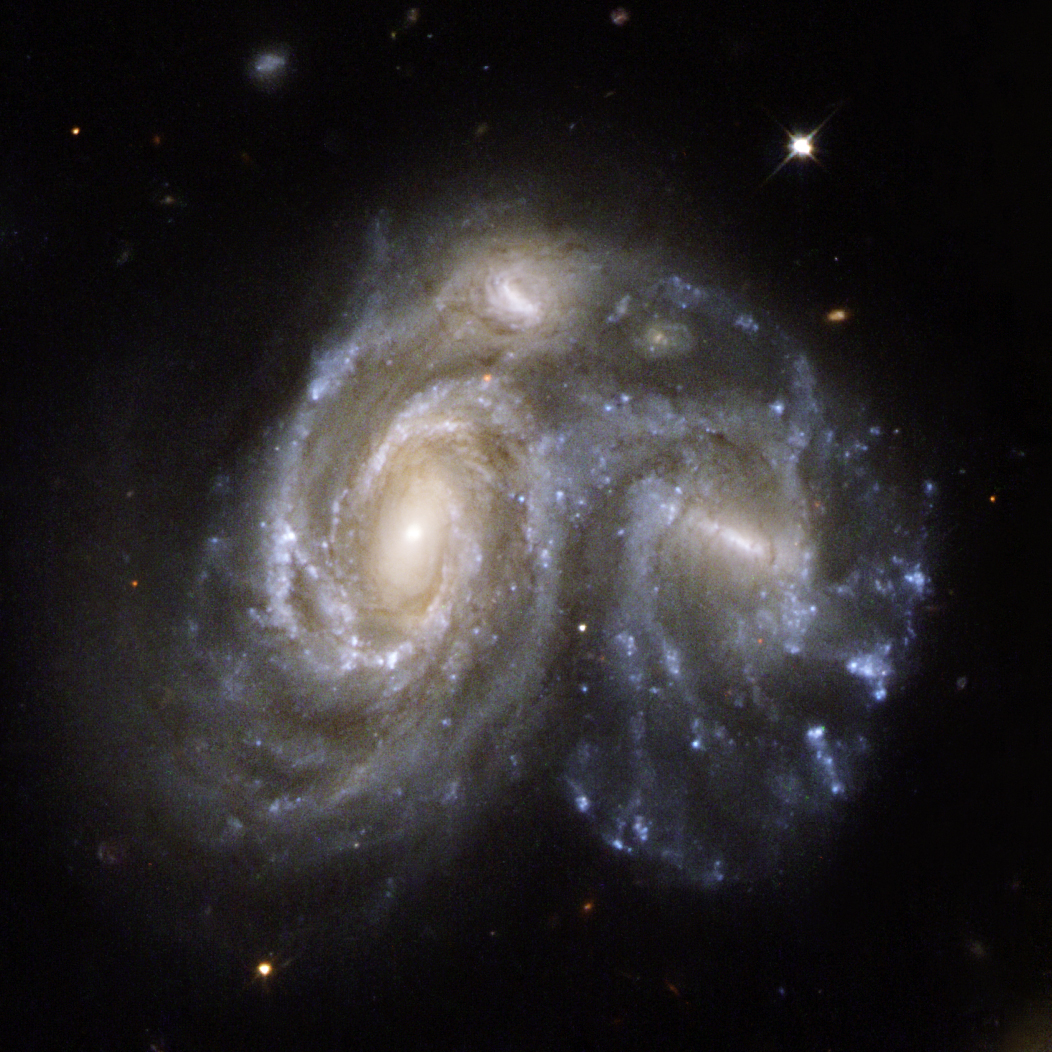
Arp 272: NGC 6050 e IC 1179, galáxias espirais interagindo. Imagem feita pelo Telescópio Espacial Hubble.

Todas estas galáxias são pares de galáxias interagindo com exceção de NGC 5679 (Arp 274), que pode ser uma interação entre um trio de galáxias. Os braços conectados aqui descritos são características de pontes de maré que se formam entre as galáxias interagindo. Estas pontes formam-se cedo, durante as interações galácticas.
| Número Arp | Nome comum         | Notas                        |
| ---------- | ------------------ | ---------------------------- |
| 269        | NGC 4485, NGC 4490 | Par de galáxias interagindo  |
| 270        | NGC 3395, NGC 3396 | Par de galáxias interagindo  |
| 271        | NGC 5426, NGC 5427 | Par de galáxias interagindo  |
| 272        | NGC 6050, IC 1179  | Par de galáxias interagindo  |
| 273        | UGC 1810, UGC 1813 | Par de galáxias interagindo  |
| 274        | NGC 5679           | Trio de galáxias interagindo |

#### Galáxias interagindo
Ao contrário de muitos dos objetos listados na seção galáxias amorfas, a interação galáctica que compõem esses objetos são ainda distinguíveis uns dos outros.
| Número Arp | Nome comum          | Notas                       |
| ---------- | ------------------- | --------------------------- |
| 275        | NGC 2881            | Par de galáxias interagindo |
| 276        | NGC 935, IC 1801    | Par de galáxias interagindo |
| 277        | NGC 4809, NGC 4810  | Par de galáxias interagindo |
| 278        | NGC 7253            | Par de galáxias interagindo |
| 279        | NGC 1253, NGC 1253A | Par de galáxias interagindo |
| 280        | NGC 3769, NGC 3769A | Par de galáxias interagindo |

#### Galáxias com atração e colapso

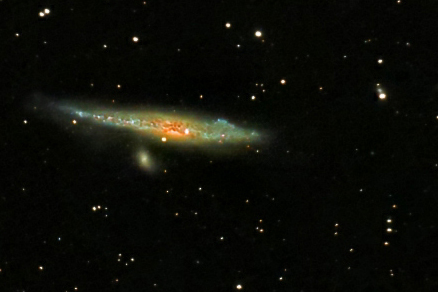
Galáxia espiral de borda NGC 4631 e galáxia anã elíptica NGC 4627 (abaixo) compõem o par Arp 281

Esta categoria contém uma estranha mistura de objetos. Dois dos objetos são galáxias vistas de borda com pequenas galáxias companheiras próximas. Dois dos objetos estão ligadas por pontes de marés. Os últimos dois objetos podem estar simplesmente interagindo uns com os outros através de longas distâncias.
| Número Arp | Nome comum                   | Notes                                                    |
| ---------- | ---------------------------- | -------------------------------------------------------- |
| 281        | NGC 4627, NGC 4631           | Galáxia espiral com uma companheira galáxia anã elíptica |
| 282        | NGC 169, NGC 169A            | Galáxia espiral com uma pequena galáxia companheira      |
| 283        | NGC 2798, NGC 2799           | Par de galáxias interagindo                              |
| 284        | NGC 7714, NGC 7715           | Par de galáxias interagindo                              |
| 285        | NGC 2854, NGC 2856           | Par de galáxias                                          |
| 286        | NGC 5560, NGC 5566, NGC 5569 | Trio de galáxias interagindo                             |

#### Galáxias com efeitos de vento
Embora incluído galáxias duplas na categoria, muitos desses objetos são galáxias individuais. Os "efeitos de vento" referem-se a aparência, não a atual detecção do gás de alta velocidade (tal como é encontrada em M82). Em alguns casos, a aparência pode ser o resultado da interação. Em outros casos, particularmente NGC 3981 (Arp 289), a fraca e estendida emissão pode estar relacionada com a natureza intrínseca da própria galáxia, e não interações com outros objetos.
| Número Arp | Nome comum          | Notas                       |
| ---------- | ------------------- | --------------------------- |
| 287        | NGC 2735, NGC 2735A | Par de galáxias             |
| 288        | NGC 5221, NGC 5222  | Trio de galáxias            |
| 289        | NGC 3981            | Galáxia espiral peculiar    |
| 290        | IC 195, IC 196      | Par de galáxias interagindo |
| 291        | UGC 5832            | Galáxia irregular           |
| 292        | IC 575              | Galáxia espiral peculiar    |
| 293        | NGC 6285, NGC 6286  | Par de galáxias interagindo |

#### Galáxias duplas ou múltiplas com longos filamentos

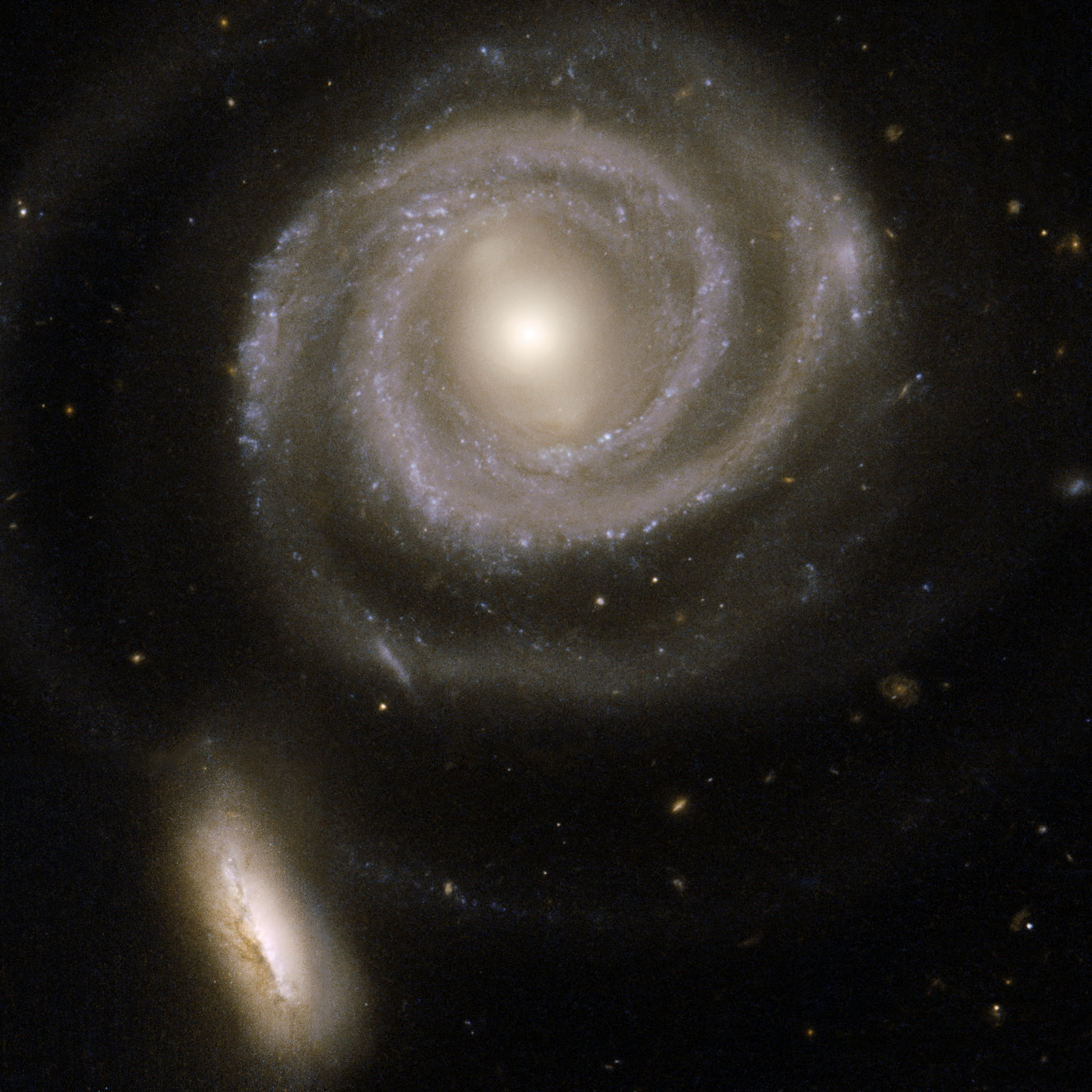
Arp 297: Par de galáxias espiral (NGC 5754) /irregular (NGC 5752), imagem do Telescópio Espacial Hubble

Os longos filamentos nestes sistemas são provavelmente marés de caudas ou pontes que tenham sido produzidos como resultado da interação gravitacional entre as galáxias.
| Número Arp | Nome comum         | Notas                                   |
| ---------- | ------------------ | --------------------------------------- |
| 294        | NGC 3786, NGC 3788 | Par de galáxias interagindo             |
| 295        | Arp 295            | Par de galáxias interagindo             |
| 296        | Arp 296            |                                         |
| 297        | Arp 297            | Galáxias interagindo dentro de um grupo |

#### Objetos não classificados

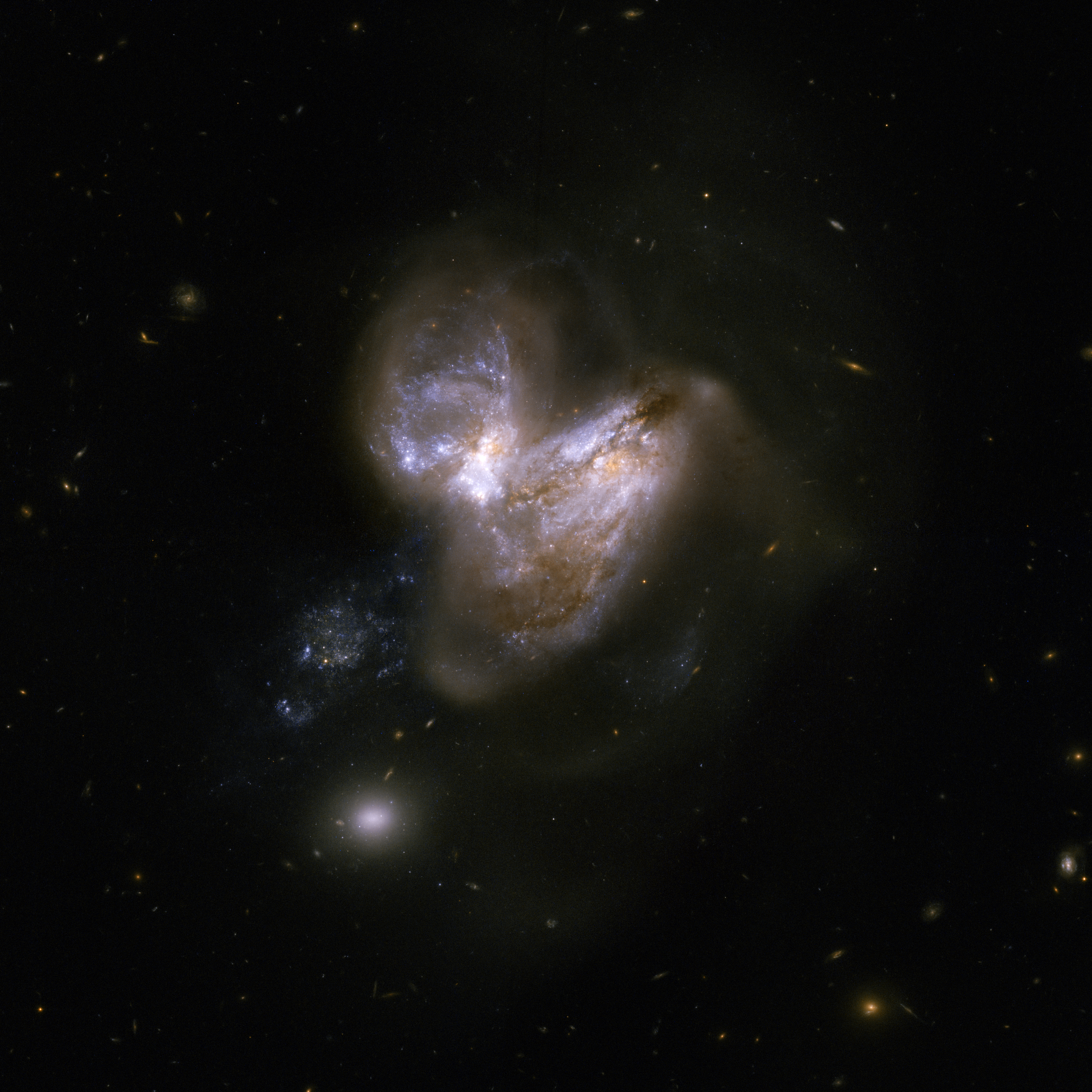
IC 694 e NGC 3690 (Arp 299), Par de galáxias interagindo, imagem feita pelo Telescópio Espacial Hubble

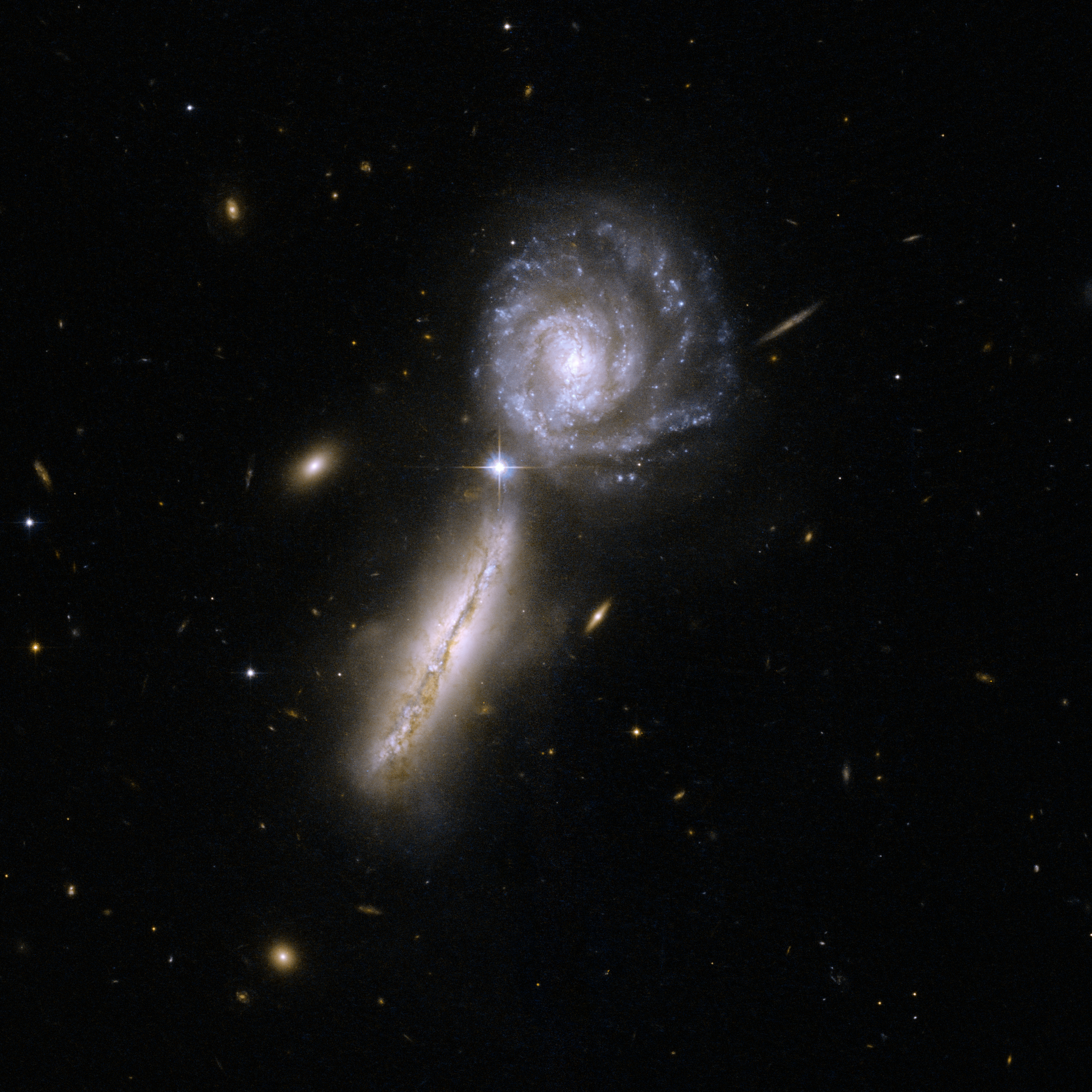
UGC 9618 (Arp 302), um par de galáxias espirais vistas uma de face e outra de borda, imagem feita pelo Telescópio Espacial Hubble

Arp não deu uma subclassificação para objetos os 298-310 em seu atlas. Estes objetos são, na sua maioria pares de galáxias interagindo.
| Número Arp | Nome comum         | Descrição                        |
| ---------- | ------------------ | -------------------------------- |
| 298        | NGC 7469, IC 5283  | Par de galáxias                  |
| 299        | Arp 299            | Trio de galáxias                 |
| 300        | Arp 300            | Grupo de galáxias                |
| 301        | UGC 6204, UGC 6207 | Par de galáxias                  |
| 302        | UGC 9618           | Par de galáxias                  |
| 303        | IC 563, IC 564     | Par de galáxias                  |
| 304        | NGC 1241, NGC 1242 | Par de galáxias                  |
| 305        | NGC 4016, NGC 4017 | Par de galáxias                  |
| 306        | Arp 306            | Grupo com dois pares de galáxias |
| 307        | NGC 2872, NGC 2874 | Par de galáxias                  |
| 308        | NGC 545, NGC 547   | Par de galáxias                  |
| 309        | NGC 942, NGC 943   | Par de galáxias                  |
| 310        | IC 1259            | Par de galáxias                  |

#### Grupos de galáxias
| Número Arp | Nome comum                                       | Descrição |
| ---------- | ------------------------------------------------ | --------- |
| 311        | IC 1258 e companheiras                           |           |
| 312        | MCG +08-31-004                                   |           |
| 313        | NGC 3994 + NGC 3995                              |           |
| 314        | MCG -03-58-009 + MCG -03-58-010 + MCG -03-58-011 |           |
| 315        | NGC 2830 + NGC 2831 + NGC 2832                   |           |
| 316        | NGC 3193                                         |           |
| 317        | Trio do Leão                                     |           |
| 318        | NGC 833 e companheiras                           |           |
| 319        | Quinteto de Stephan                              |           |
| 320        | Septeto de Copeland                              |           |
| 321        | Hickson 40 A-E                                   |           |

#### Correntes de galáxias
| Número Arp | Nome comum                               | Descrição |
| ---------- | ---------------------------------------- | --------- |
| 322        | UGC 6527                                 |           |
| 323        | Hickson 98 A-D                           |           |
| 324        | UGC 10143                                |           |
| 325        | ESO601-G018A+B e MCG -04-52-014          |           |
| 326        | UGC 8610                                 |           |
| 327        | NGC 1875; Hickson 34 A-D                 |           |
| 328        | UGC 9532; Hickson 72                     |           |
| 329        | UGC 6514                                 |           |
| 330        | I Zw 167; MCG +09-27-094                 |           |
| 331        | NGC 379 e companheiras (Nuvem de Pisces) |           |
| 332        | NGC 1228                                 |           |

### Diversos
| Número Arp | Nome comum  | Descrição |
| ---------- | ----------- | --------- |
| 333        | NGC 1024    |           |
| 334        | UGC 8498    |           |
| 335        | NGC 3509    |           |
| 336        | NGC 2685    |           |
| 337        | Messier 82  |           |
| 338        | PGC 3094767 |           |

## Galáxias Arp mais brilhantes para astrônomos amadores
Maynard Pittendreigh, um astrônomo amador e ocasional escritor, elaborou uma lista das mais brilhantes galáxias Arp que são mais facilmente visualizadas por típicos astrônomos amadores. As galáxias na lista podem ser observadas visualmente e não requerem equipamentos especiais ou de imagem fotográfica. Estas incluem:
| - Arp 26, também conhecido como M 101 - Arp 37, também conhecido como M 77 - Arp 76, também conhecido como M 90 - Arp 77 - Arp 85, também conhecido como M 51 | - Arp 116, também conhecido como M 60 - Arp 120 - Arp 152, também conhecido como M 87 - Arp 153 - Arp 168, também conhecido como M 32 | - Arp 244 - Arp 269 - Arp 270 - Arp 271 - Arp 281 | - Arp 286 - Arp 317, também conhecido como M 65 - Arp 313 - Arp 337, também conhecido como M 82 |